# زرافة
الزَّرَافَةُ (الجمع: زَرَافَى وزَرَافِيُّ) هي جنس من الثدييَّات الأفريقيَّة شفعيَّة الأصابع، وهي أطولُ الحيوانات البريَّة بلا مُنازع، وأضخم المُجترَّات على الإطلاق. اسمُها العلميّ «Giraffa camelopardalis» (نقحرة: جيرافا كاميلوپاردالِس)، واسمُ نوعها، أي «camelopardalis»، يعني حرفيَّا «الجمل النمريّ» أو «الجمل الأنمر»، في إشارةٍ إلى شكلها الشبيه بالجمل واللطخات المُلوَّنة على جسدها التي تجعلها شبيةٍ بالنمر. أبرزُ خصائصها المُميَّزة هي عُنقها وقوائمها فارعة الطول، والنُتوءات العظميَّة على رأسها الشبيهة بالقُرون، وأنماطُ فرائها المُتنوِّعة. تُصنَّفُ ضمن فصيلة الزرافيَّات، إلى جانب قريبها الوحيد المُتبقي، أي الأكَّأب. منها تسعُ نويعات، يُمكنُ التفريق بينها عبر أنماط فرائها التي تختلفُ من نويعٍ إلى آخر.
موطنُ الزرافى الحالي مُتجزّءٌ، وجُمهراتها مُبعثرةٌ، وتنتشرُ من التشاد شمالًا حتَّى جنوب أفريقيا جنوبًا، ومن النيجر غربًا إلى الصومال شرقًا. تشملُ موائلها الطبيعيَّة عادةً السڤناء، والأراضي العُشبيَّة، والأحراج المكشوفة. قوتُها الرئيسيّ هو أوارقُ الطلح (السنط، أو الأقاقيا)، التي ترعاها على ارتفاعاتٍ لا تصلها أغلب العواشب الأُخرى، وقد تتناول الزرافة بِلسانها الطويل (البالغ حوالي نصف متر) غصنًا من ارتفاعٍ يُقارب ستَّة أمتار، وبحركةٍ جانبيَّةٍ من رأسها تُجرِّد ما عليه من ورقٍ. وتعيشُ الزرافة طويلًا دون ماء، وحينما تُقبلُ على الشُرب تُباعدُ ما بين قائمتيها الأماميتين كثيرًا لتبلغ الماء. ومع أنَّ للزَّرافة أطول عُنُقٍ بين الثدييات، فإنَّ لها الفقرات الرقبيَّة المُعتادة السَّبع فقط (وهو عددها في كافَّة الثدييات). وارتفاعُ الزَّرافة مع حدَّة بصرها يُعطيانها أعظم مجالٍ للرؤية بين الثدييات.
تُشكِّلُ الزرافى طرائدًا لجُملةٍ من الضواري، أبرزُها الأُسود؛ وتقعُ صغارها أحيانًا ضحيَّة النُمور والضِّباع المُرقطة والكلاب البريَّة الأفريقيَّة. لا تتمتَّع الزرافى البالغة بروابط اجتماعيَّة قويَّة، على أنَّها تتجمَّع في مجاميع صغيرة فضفاضة الصلة، لو حصل أن كانت جميعُ الأفراد تتجهُ في ذات الاتجاه. تفرضُ الذُكور مرتبتها الاجتماعيَّة عبر سلوكٍ يُعرف «بالتعانق»، وهو شكلٌ من أشكال القتال عند هذه الحيوانات، حيثُ تضربُ بعضها البعض باستخدام أعناقها. وحدها الذُكور المُهيمنة تتزاوجُ مع الإناث، التي يقع عليها وحدها عبء تربية الصغار. ولون الزرافة الأبقع الرَّمليّ والكستنائيّ يموهها في بيئاتها، وهي إلى ذلك تُجيدُ الدفاع عن نفسها بالرفس أو النطح.
أسرت الزرافة الحضارات البشريَّة المُختلفة قديمًا وحديثًا، بسبب مظهرها الغريب والفريد بين جميع الحيوانات، فجُسِّدت في الكثير من اللوحات الفنيَّة والرُسومات والكُتب والرُسوم المُتحرِّكة. يُصنِّف الاتحاد العالمي للحفاظ على الطبيعة الزرافى على أنَّها غير مُهددة، لكنَّها رُغم ذلك استُؤصلت من الكثير من أنحاء موطنها السَّابق، وبعضُ نويعاتها مُصنَّفٌ على أنَّهُ مُهددٌ بالانقراض. لكن على العُموم، ما تزالُ الزرافى موجودةٌ في الكثير من المُنتزهات الوطنيَّة ومحميَّات الطرائد.

## التسمية والتأثيل
«زَرَافَة» اسمٌ عربيّ، يُفيدُ معنى «الرشاقة» ويُطلق على ذات الخُطوات المُتمهلة، وعلى طويلة الرقبة المُشرأبَّة، وهي كُلَّها صفاتٌ تنطبقُ على هذه الحيوانات. و«زَّرَافَةُ» مُشتقَّةٌ من «زَرَفَ» و«زَرَفَت»، يُقالُ: « زَرَفَتِ النَّاقَةُ: أَسْرَعَتْ وهي زَرُوفٌ كصَبُورٍ وكذلك رَزَفَتْ»، وقيل أيضًا: «ناقة زَرُوفٌ طويلةُ الرِّجْلَيْنِ واسعةُ الخَطْوِ وناقة زَرُوفٌ ومِزْرافٌ أَي سَريعةٌ وقد زَرَفَتْ وأَزْرَفْتُها أَي حَثَثْتها»، وقال الراجز «يُزْرِفُها الإغْراءُ أَيَّ زَرْفِ ومشت الناقةُ زَرِيفاً أَي على هِينَتِها». والجمع: زَرَافَى، وزَرَافِيُّ. وعند البعض، فإنَّ الاسم يُحتمل اشتقاقه من إحدى اللُغات الأفريقيَّة، وهو يعني بدوره أيضًا «سريعةُ الخطوات»،
اشتقت جميعُ اللُغات الأوروپيَّة تسمياتها للزرافة من الاسم العربي، مُنذُ العُصور الوسطى، فعلى سبيل المِثال، كانت الأسماء الإنگليزيَّة الوُسطى لهذه الحيوانات تشتمل على: جيرَّاف، وزِراف، وجيرفونتز، ويُشيرُ البعض إلى احتمال اشتقاق الاسم أيضًا من الكلمة الصوماليَّة جِري. ظهرت التسمية الإيطاليَّة جيرافا خِلال عقد التسعينيَّات من القرن السادس عشر الميلاديّ. وظهرت التسمية الإنگليزيَّة المُعاصرة جيرَّاف حوالي سنة 1600م اشتقاقًا من التسمية الفرنسيَّة جيراف. أمَّا تسمية النوع «camelopardalis» (نقحرة: كاميلوپاردالِس) فهي لاتينيَّة.
تشتقُّ اللُغة الأفريقانيَّة تسميتها لهذه الحيوانات من اللاتينيَّة أيضًا، فتُطلق عليها: «كاميلپارد» (بالأفريقانيَّة: Kameelperd)، ومن التسميات الأفريقيَّة الأُخرى: إيكوري (بلُغة الأتيسو)، وكانيت (بلُغة الألگون)، واندويدا (بلُغة الگيكويو)، وتيگا (بلُغة الكالنجي واللو)، واندويا (بلُغة الكامّبا)، ونودولولو (بلُغة الكيهيهي)، ونيتيغا (بلُغة الكينياتورو)، وأونديريه (بلُغة لوگبارا)، وإيتيكا (بلُغة لوهيا)، وكوري (بلُغة معدي)، وأولودو - كيراگاتا أو أولچانگيتو - أودو (بلُغة الماساي)، ولينيوا (بلُغة الميرو) وهوري (بلُغة الپاري)، وإيمنت (بلُغة السامبورو)، وتويگا (باللُغة السواحيليَّة وغيرها) في شرق أفريقيا؛:313 وتوتوا (بلُغة اللوزي)، وانثوتلوا (باللُغة الشنگانيَّة)، وإندلولاميتسي (باللُغة السوازيَّة)، وثوتلوا (باللُغة التسوانيَّة)، وثودا (باللُغة الڤندانيَّة)، واندلولاميثي (باللُغة الزولويَّة) في أفريقيا الجنوبيَّة.

## التصنيف

### النُشوء والتطوُّر

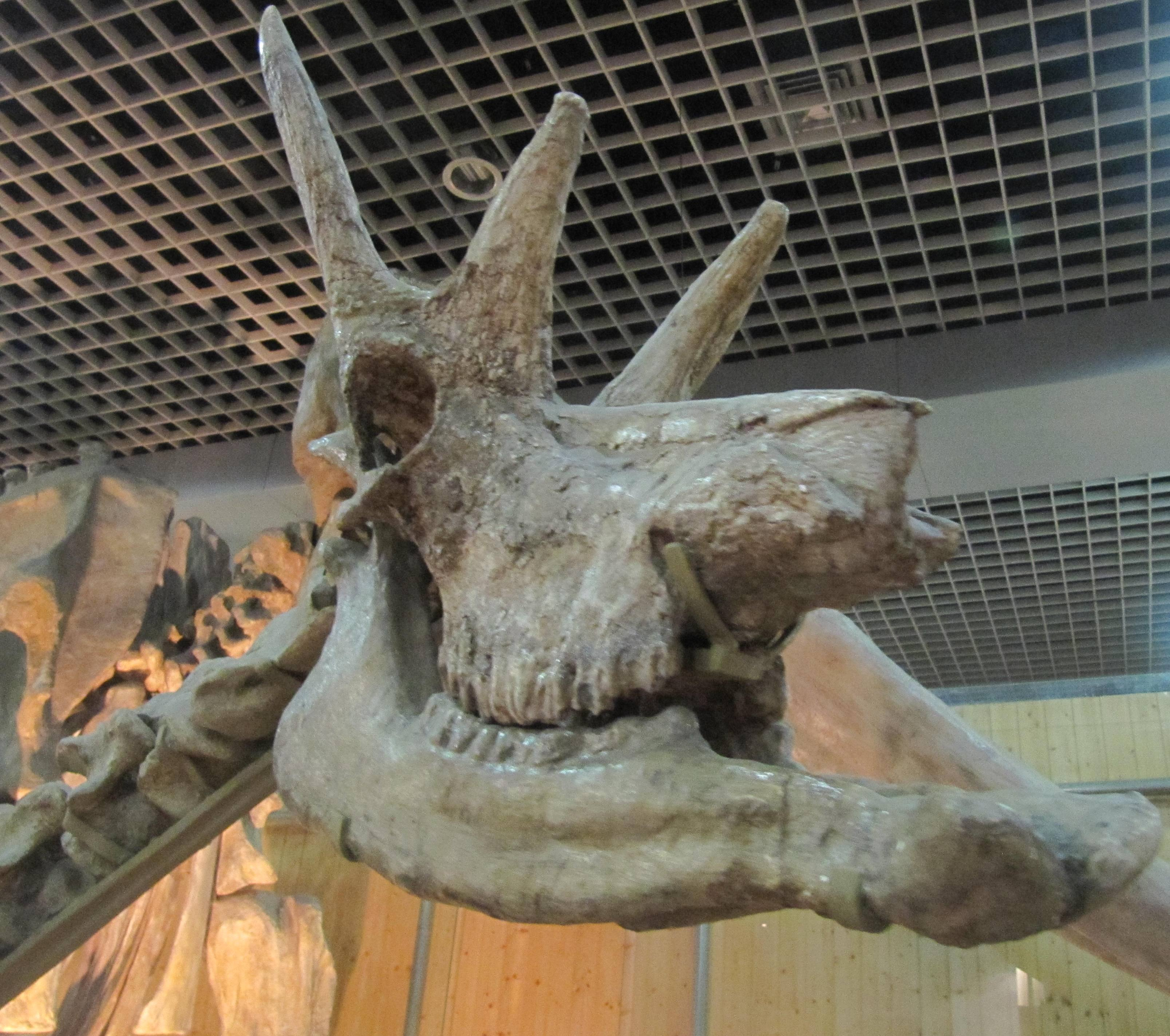
هيكلٌ عظميّ مُتحجّر للكائن المعروف باسم (وحش شانسي)، أحد الزرافيَّات البدائيَّة، معروضٌ في متحف بكين للتاريخ الطبيعي.

تنتمي الزرافة إلى رُتيبة المُجترَّات، التي كشفت دراستها أنَّ الكثير من أعضائها ترجع بأُصولها إلى أواسط العصر الفجري (الأيوسيني)، وتحديدًا في مناطق آسيا الوسطى، وجنوب شرق آسيا، وأمريكا الشماليَّة. حيثُ يُحتمل أن تكون الظروف البيئيَّة والإيكولوجيَّة خِلال هذه الفترة قد سهَّلت ويسَّرت تشتتها السريع. والزَّرافةُ هي إحدى نوعين فقط باقيين من فصيلة الزرافيَّات، والنوعُ الآخر هو الأكَّأب. وقد كانت هذه الفصيلة مُتعددة الأنواع سابقًا، حيثُ تمَّ وصف ما يزيد عن 10 أجناس أُحفوريَّة، وأقربُ الفصائل إليها هي فصيلةٌ أُخرى مُنقرضة تُعرف باسم «سُلميَّة القرون» (باللاتينية: Climacoceratidae)، وتُشكِّلُ معها ومع فصيلة الظباء الماعزيَّة (باللاتينيَّة: Antilocapridae)، التي لا يُمثلها بدورها سوى نوعٌ وحيد حاليًا هو الوعل شوكي القرون، تُشكِّلُ فيلقًا يُعرف بالزرافويَّات (باللاتينية: Giraffoidea). تطوَّرت هذه الحيوانات من فصيلةٍ مُنقرضةٍ مُنذُ حوالي 8 ملايين سنة تقريبًا، في جنوب أوروپَّا الوسطى، خِلال العصر الثُلثي الأوسط (الميوسيني).
|  | ظباء ماعزية |
|  |             |
|  | زرافيات     |
|  |             |

|  | أيل                                                    |
|  |                                                        |
|  | \| \| بقريات \| \| \| \| \| \| أيائل مسكية \| \| \| \| |
|  |                                                        |
|  | بقريات                                                 |
|  |                                                        |
|  | أيائل مسكية                                            |
|  |                                                        |

|  | بقريات      |
|  |             |
|  | أيائل مسكية |
|  |             |

|  | ظباء ماعزية |
|  |             |
|  | زرافيات     |
|  |             |

|  | أيل                                                    |
|  |                                                        |
|  | \| \| بقريات \| \| \| \| \| \| أيائل مسكية \| \| \| \| |
|  |                                                        |
|  | بقريات                                                 |
|  |                                                        |
|  | أيائل مسكية                                            |
|  |                                                        |

|  | بقريات      |
|  |             |
|  | أيائل مسكية |
|  |             |

|  | ظباء ماعزية |
|  |             |
|  | زرافيات     |
|  |             |

|  | أيل                                                    |
|  |                                                        |
|  | \| \| بقريات \| \| \| \| \| \| أيائل مسكية \| \| \| \| |
|  |                                                        |
|  | بقريات                                                 |
|  |                                                        |
|  | أيائل مسكية                                            |
|  |                                                        |

|  | بقريات      |
|  |             |
|  | أيائل مسكية |
|  |             |

|  | ظباء ماعزية |
|  |             |
|  | زرافيات     |
|  |             |

|  | أيل                                                    |
|  |                                                        |
|  | \| \| بقريات \| \| \| \| \| \| أيائل مسكية \| \| \| \| |
|  |                                                        |
|  | بقريات                                                 |
|  |                                                        |
|  | أيائل مسكية                                            |
|  |                                                        |

|  | بقريات      |
|  |             |
|  | أيائل مسكية |
|  |             |

كانت بعضُ أنواع الزرافيَّات البائدة عظيمة القد، مثل الشيفاثيريوم (وحشُ شيفا)، أمَّا بعضها الآخر، مثل الجيرَّافوكيركس والباليوتراغوس (الماعز العتيق؛ يُحتمل أن يكون سلف الأكَّأب)، والساموثيريوم، والبوهلينيا، فكان طويلًا أو يميلُ أكثر للطول. يُعتقدُ بأنَّ البوهلينيا هاجرت إلى الهند الشماليَّة والصين بسبب تغيُّر المُناخ العالمي حينها، حيثُ تطوَّرت إلى جنس الزرافة، ومُنذُ حوالي 7 ملايين سنة هاجرت من موطنها سالِف الذِكر وبلغت أفريقيا. وقد أدَّى التغيُّر المُناخي المُتسارع إلى انقراض الزرافى الآسيويَّة، أمَّا قريبتها الأفريقيَّة فصمدت وتفرَّعت إلى عدَّة أنواع. ظهرت الزَّرافة المُعاصرة مُنذُ حوالي مليون سنة تقريبًا في شرق أفريقيا، خلال العصر الحديث الأقرب (الپليستوسيني)، ويفترض بعض عُلماء الأحياء أنَّها تتحدَّرُ من نوعٍ بائدٍ يُعرف بالزرافة الجُمعويَّة (باللاتينيَّة: Giraffa jumae)، بينما يُرشّح آخرون الزَّارافة الناحلة (باللاتينيَّة: Giraffa gracilis) لتكون السلف الحقيقيّ لها. يُعتقدُ بأنَّ الدافع الطبيعي لتطوّر الزرافى كان تغيُّر أشكال وأنماط الموائل الطبيعيَّة من تلك كثيفة الأشجار، كالغابات، إلى تلك المكشوفة، كالبطحاء والسهوب وغيرها، والتي بدأت مُنذُ حوالي 8 ملايين سنة. افترض بعضُ الباحثين أنَّ سكن أسلاف الزرافى في موائل طبيعيَّة جديدة، بالإضافة إلى اقتياتها على نوعٍ مُختلفٍ من الطعام، أي أوراق الطلح، قد يكون عرَّضها إلى سُمومٍ كثيرةٍ ولَّدت عندها طفراتٍ أكبر، سرَّعت من وتيرة تطوُّرها.
كانت الزَّرافة إحدى أنواع الحيوانات الكثيرة التي وصفها عالم الحيوان السويدي كارولوس لينيوس لأوَّل مرَّة سنة 1758م، وأعطاها الاسم العلمي «Cervus camelopardalis»، ويعني حرفيَّا «أيل الجمل النمري»، وفي سنة 1772م، أقدم عالم الحيوان الدنماركيّ مورتن ثران برونيچ بنقل اسم جنسها من «الأيل» إلى اسمٍ مُنفصلٍ خاصٍّ بها، هو مُجَّرد «الزَّرافة» (باللاتينيَّة: Giraffa). وفي أوائل القرن التاسع عشر الميلاديّ أعلن عالم الطبيعة الفرنسي جان باتيست لامارك أنَّ عُنق الزرافى الطويل ليس سوى «خاصيَّةً مُكتسبة»، تطوَّرت ونشأت عند النوع بسبب سعي أجيالٍ من أسلاف هذه الحيوانات للوُصول إلى أوراق الأشجار العالية. رفض المُجتمعُ العلميّ هذه النظريَّة في نهاية المطاف، والآن يقولُ العُلماء بأنَّ هذا العُنق الطويل هو نتيجة الاصطفاء الطبيعي الداروينيّ—أي أنَّ أسلاف الزرافى طويلة الأعناق كانت تتمتَّع بميزةٍ تنافُسيَّةٍ مكَّنتها من استغلال الظُروف المُحيطة بها بشكلٍ أفضل، وهذا بدوره سمح لها بالتكاثر بشكلٍ أكبر، وبقاء مورثاتها حيَّة في ذُريَّتها.

### النُويعات

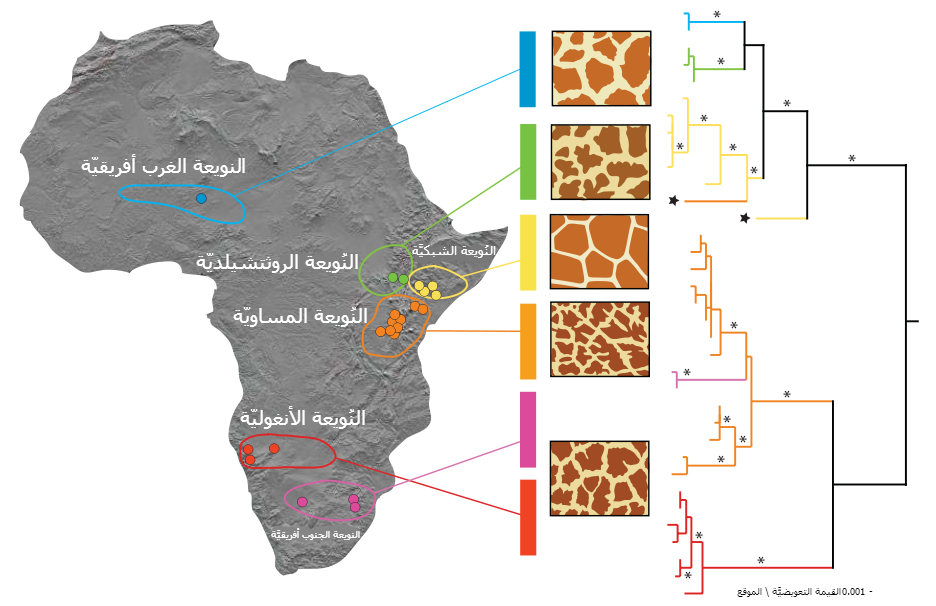
"الموطن الجُغرافي التقريبي، وأنماط الفراء، والعلاقة الوراثيَّة العرقيَّة بين بعض نُويعات الزرافي، بالاستناد إلى تحاليل الحمض النووي للمُتقدرات. النقاط المُلوَّنة على الخارطة تُمثِّلُ بعض الأمثلة عن الجُمهرات المحليَّة للنويعات المذكورة. الشجرة التاريخيعرقيَّة هي رسمٍ لفروعٍ حيويَّةٍ تقديريَّة الاحتمال صيغت استنادًا على بيانات تمَّ الحُصول عليها من 266 زرافة. العلامات النجميَّة على طول فروع هذه الشجرة تُشير إلى قيمة الفروع الحيويَّة التي تتخطّى 90%. النجوم البارزة على أطراف الفُروع تُشيرُ إلى الأنماط الفردانيَّة شبه العرقيَّة الموجودة عند زرافي الماساي والزرافي الشبكيَّة".

يعترفُ العُلماء بحوالي تسع نويعات من الزرافة (آخرُ تقديرٍ لأعدادها كان سنة 2010م)، وهي:
- الزَّرافة النوبيَّة، G. c. camelopardalis:[16] النويعة النمطيَّة، توجدُ في شرقيّ جنوب السودان، وجنوب غرب إثيوپيا.[17] بُقعها كستنائيَّة فاقعة اللون بارزة للعيان، تُحيطُ بها خُطوطٌ يغلبُ عليها البياض، أمَّا القسم السُفليّ من جسدها فتغيب عنه أيَّة علامات. النُتوء الأوسط لجُمجمتها بارزٌ بشكلٍ واضح عند الذُكور خصوصًا.[18]:51 يُعتقدُ بأنَّ أقلَّ من 250 رأس مُتبقي بالبريَّة، على أنَّ هذا الرقم قابلٌ للتغيير.[17] وهي نادرةٌ في الأسر، ومن أبرز حدائق الحيوانات التي تحتفظ بها، مُنتزه العين للحياة البريَّة في دولة الإمارات العربيَّة المُتحدة،[19] وقد بلغ عدد الأفراد التي احتفظت بها تلك الحديقة 14 زرافة سنة 2003م.[20]
- الزرافة الشبكية، G. c. reticulata:[16] تُعرفُ أيضًا باسم الزَّرافة الصوماليَّة. تقطُنُ شمال شرق كينيا، وجنوب إثيوپيا، والصومال.[17] معطفها مُميَّزٌ بين النويعات، إذ تكسوه اللطخات المُضلَّعة حادَّة الزوايا، مُحمرَّة اللون، تُفرِّقُ بينها سلسلةٌ من الخطوط البيضاء الضيِّقة. تتمتَّعُ أيضًا بعددٍ من الرُقط التي تتخطّى العراقيب عند بعض الأفراد، والنُتوءُ الرأسيّ بارزٌ عند الذُكور.[18]:53 يُقدَّرُ عدد الأفراد البريَّة منها بحوالي 5,000 رأس على أبعد تقدير،[17] ووفقًا لِمُنظمة «نظام معلومات الأنواع العالميّ»، فإنَّ منها 450 رأسًا في حدائق الحيوان حول العالم.[21]
- الزَّرافة الأنغوليَّة أو الزَّرافة الناميبيَّة، G. c. angolensis: تنتشرُ في شمال ناميبيا، وجنوب غرب زامبيا، وبوتسوانا، وغربيّ زيمبابوي. أشارت دراسةٌ أُجريت خِلال سنة 2009م على مورثات هذه النويعة، أنَّ الجُمهرة قاطنة شمال صحراء الناميب وتلك قاطنة مُنتزه إيتوشا الوطني، قد تُشكلان نُويعتان مُنفصلتان.[22] تتمتعُ هذه النويعة بلطخاتٍ بُنيَّةٍ كبيرةٍ إمَّا مُثلَّمة أو ذات امتداداتٍ مُزويَّة. تمتدُ رُقطها على طول ساقيها، ولا تظهر على وجهها، وتميلُ لطخات العُنق والكفل لأن تكون صغيرةً نسبيًا. تتمتعُ هذه النويعة أيضًا ببُقعةٍ بيضاء على أُذنها.[18]:51 يُقدَّرُ عدد الأفراد البريَّة منها بحوالي 20,000 رأس كحدٍ أقصى،[17] ومنها قُرابة العشرين زرافة في حدائق الحيوان.[21]
- الزَّرافة الكُردُفانيَّة، G. c. antiquorum:[16] تنتشرُ عبر جنوبيّ التشاد، وجُمهوريَّة أفريقيا الوُسطى، وشمال الكاميرون، وشمال شرق الكونغو الديمقراطيَّة. كانت الجُمهرة الكاميرونيَّة تُصنَّف سابقًا ضمن النُويعة الغرب أفريقيَّة (G. c. peralta)، لكن تمَّ تصحيح ذلك لاحقًا.[23] مُقارنةً بالزَّرافة النوبيَّة، فإنَّ رُقط هذه النُويعة أصغرُ حجمًا وأكثر تشتُتًا، ويُمكنُ ملاحظة رُقطها أسفل عراقيبها وعلى القسم الداخليّ من قوائمها، ونتوء الجُمجُمة الأوسط بارزٌ عند الذُكور.[18]:51–52 يُقدَّرُ تعدادها في البريَّة بحوالي 3,000 رأس كحدٍ أقصى،[17] أمَّا عددُ الأفراد الأسيرة منها ومن النُويعة الغرب أفريقيَّة فغير مُحدد على وجه الدقَّة، وذلك بسبب الخلط الحاصل بين الأفراد الأسيرة. ففي سنة 2007م، تبيَّن أنَّ جميع الزرافي الغرب أفريقيَّة الموجودة في حدائق الحيوان الأوروپيَّة، كانت في الواقع زرافي كُردُفانيَّة،[23] وبهذا فإنَّ الأفراد الأسيرة منها يصلُ عددها إلى 65 رأسًا.[21]

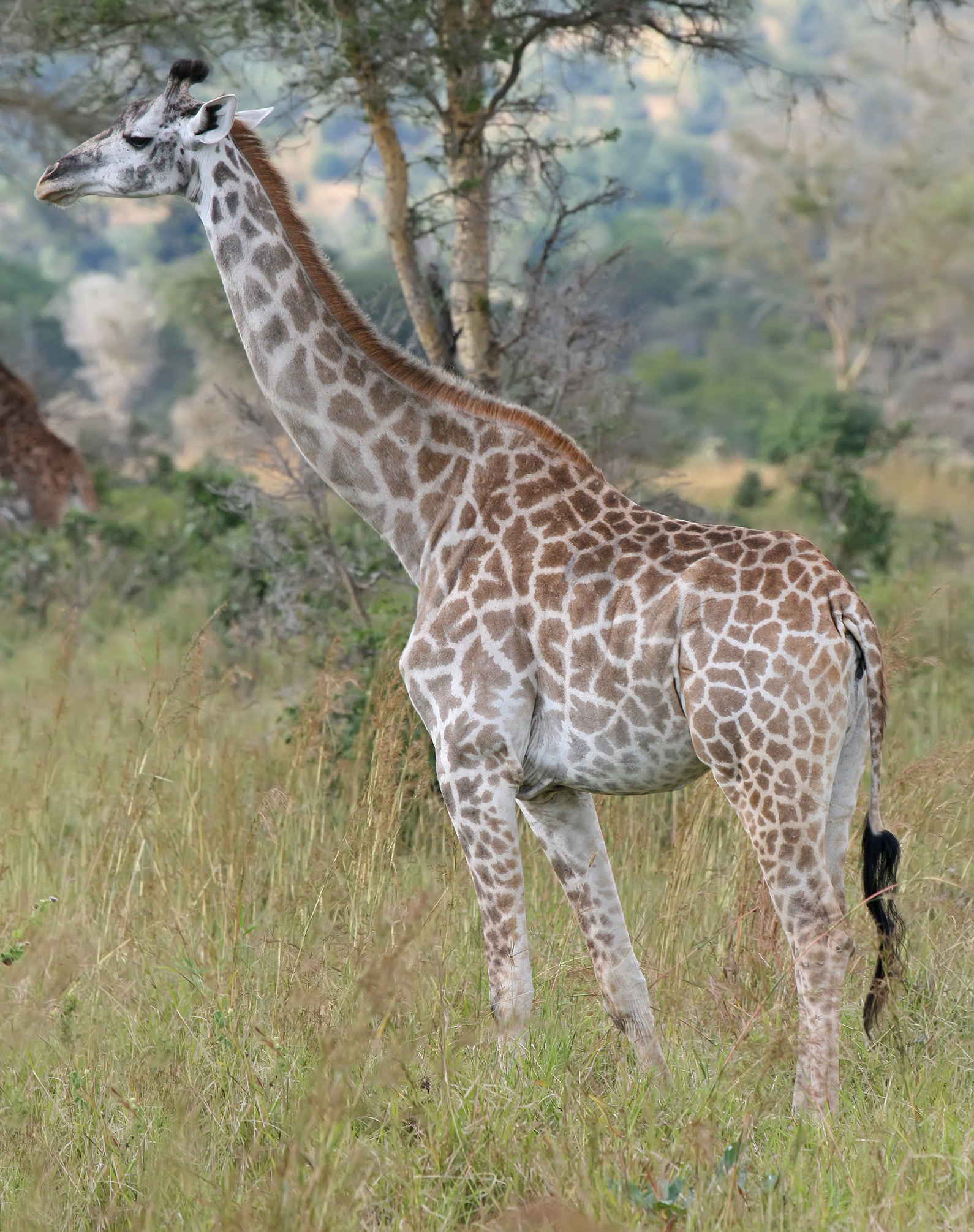
زرافةٌ ماساويَّةٌ في مُنتزه ميكومي الوطني في تنزانيا.

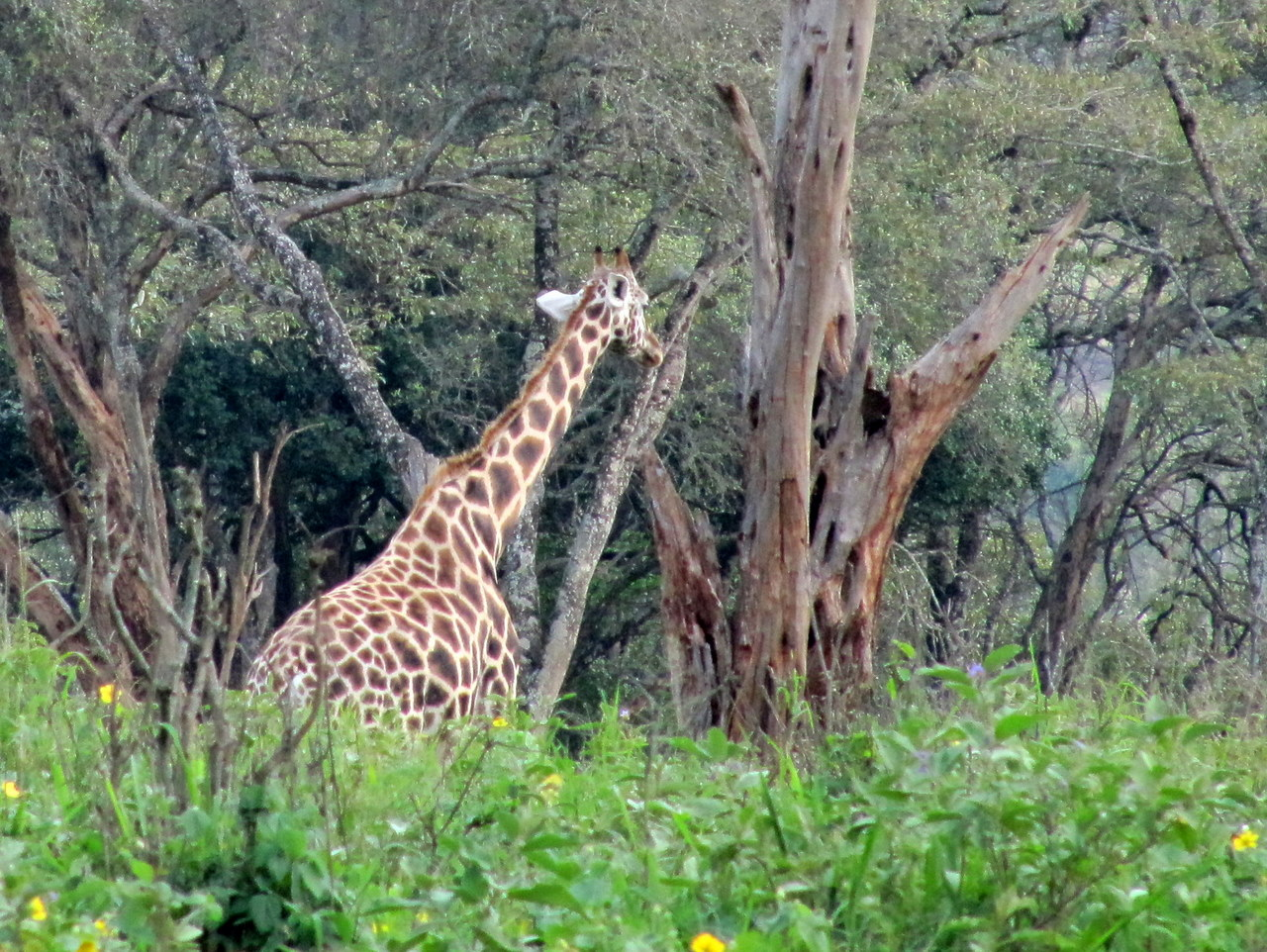
زرافة روثتشيلد.

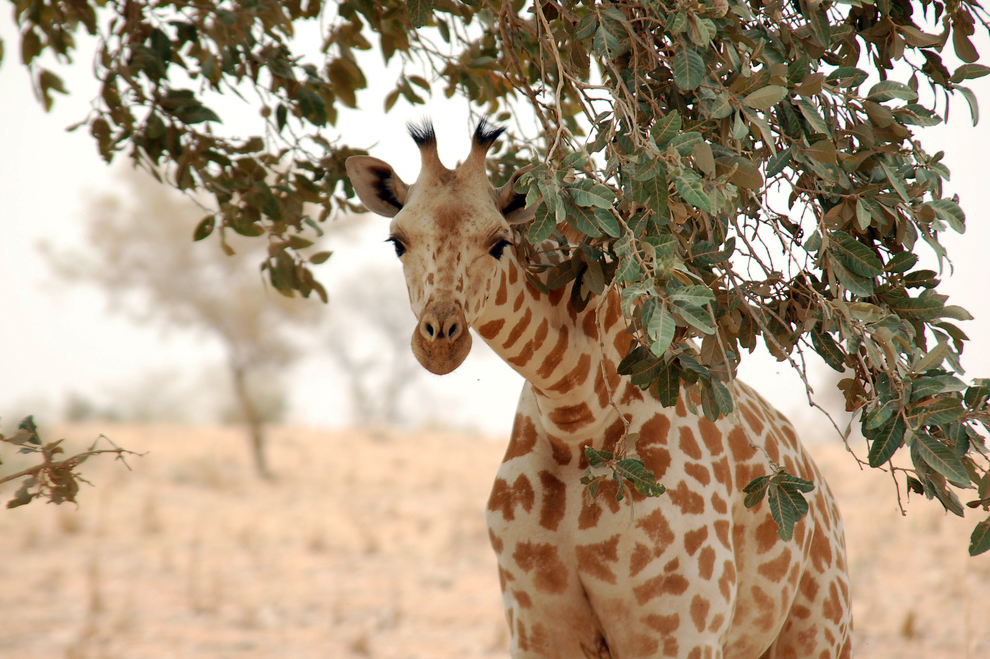
الزَّرافة غرب أفريقيَّة المُهددة بالانقراض.

- الزَّرافة الماساويَّة، G. c. tippelskirchi:[16] أو زرافة الماساي، أو زرافة كليمنجارو، تنتشرُ في أواسط وجنوب كينيا وفي تنزانيا.[17] لطخات جسدها مُميَّزة تجعلها فريدة بين باقي الزرافى، فهي مُسننة ونجميَّة الشكل وتمتدُ حتّى الحوافر. ونُتوءُ الجُمجمة بارزٌ عند الذكور عادةً.[18]:54[24] يُعتقدُ بأنَّ منها 40,000 رأس في البريَّة،[17] وحوالي 100 في حدائق الحيوان.[21]
- زرافة روثتشيلد، G. c. rothschildi،[16] سُميت تيمُنًا بالعالم البريطانيّ والتر روثتشيلد،[16] تُعرف أيضًا باسم زرافة بارينگو والزَّرافة الأوغنديَّة. يشتملُ موطنها على أقسامٍ من أوغندا وكينيا، ووُجودها غير مؤكد في جنوب السودان.[25] تتمتَّعُ هذا الزَّرافة بلطخاتٍ كبيرةٍ داكنة عادةً ما تكونُ مُحددة بهوامش كاملة، وهي حادَّة الأطراف. رُقطها داكنة أيضًا، وتتضمَّنُ خطوطٌ أو تقليماتٌ باهتة بداخلها، وهي لا تتخطى عراقيبها، ويندرُ أن تصل حوافرها. يُمكنُ لِبعض أفراد هذه النويعة أن تظهر لديه خمسُ نُتوءاتٍ على الرأس.[18]:53 يُعتقدُ بأنَّ الجُمهرة البريَّة يصلُ تعداد أفرادها لأقل من 700 رأس،[17] ومنها حوالي 450 آخرين في حدائق الحيوان.[21]
- الزَّارفة جنوب أفريقيَّة، G. c. giraffa: توجد في شمال جنوب أفريقيا، وجنوب بوتسوانا، وجنوب زيمباوي، وجنوب غرب الموزمبيق.[17] تتمتَّعُ بلطخاتٍ داكنة مُستديرة بعض الشيء ذات خطوطٍ بسيطة ناتئة منها، على خلفيَّةٍ سمراء. تمتدُّ رقطتها حتّى قوائمها، ويصغر حجمها كُلَّما توجهت للأسفل. النُتوء الأوسط للجُمجُمة أقلُ برُوزًا عند ذُكور هذه النُويعة من ذُكور النُويعات الأُخرى.[18]:52 قُدِّرت أعدادها في البريَّة بحوالي 12,000 رأس،[17] وحوالي 45 أُخرى يُحتفظ بها في حدائق الحيوان حول العالم.[21]
- الزَّرافة الروديسيَّة، G. c. thornicrofti:[16] تُعرف أيضًا باسم زرافة ثورنيكروفت تيمُنًا بالمأمور هاري سكوت ثورنيكروفت.[16] مقصورةٌ في وجودها على وادي لونگوا في شرق زامبيا.[17] لطخاتُها مُثلَّمة، وتميل لأن تتخذ شكلًا نجميًا، وهي تمتدُ على القوائم عند بعض الأفراد فيما تنعدم عند البعض الآخر. نُتوء الجُمجُمة الأوسط غير بارز عند الذكور.[18]:54 يُعتقدُ بأنَّ أعدادها لا تتخطى 1,500 رأس في البريَّة كحدٍ أقصى،[17] وليس منها أيُّ فردٍ في حدائق الحيوان.[21]
- الزَّرافة غرب أفريقيَّة، G. c. peralta:[16] تُعرفُ أيضًا باسم الزَّرافة النيجيريَّة وزرافة النيجر.[26] مُتوطنة في جنوب غرب النيجر. تتمتَّعُ هذه النويعة بفراءٍ أبهت من فراء باقي النُويعات،[9]:322 ولطخاتها فصيَّة الشكل تمتدُ أسفل عراقيبها. نُتوءاتها العظميَّة أكثرُ انتصابًا من نُتوءات باقي النُويعات، والنُتوء الأوسط منها بارزٌ بوضوح عند الذُكور.[18]:52–53 أكثرُ النُويعات عُرضةً للانقراض، إذا يقلُّ عدد أفرادها في البريَّة عن 220 رأس.[17] كانت الزرافى قاطنة الكاميرون يُعتقد بانتمائها إلى ذات النُويعة، لكنَّها لاحقًا فُصلت إلى نويعةٍ أُخرى تحملُ الاسم العلميّ G. c. antiquorum.[23] أدّى هذا الفصل إلى حُصول ارتباكٍ وخلطٍ بشأن وضع هذه النويعة وأعداها في حدائق الحيوان، ولكن، كشفت إحدى التحقيقات سنة 2007م، أنَّ جميع الزرافي الأسيرة التي كان يُفترض بأنَّها غرب أفريقيَّة، هي بالواقع زرافي كُردُفانيَّة (G. c. antiquorum).[23]

اقترحت إحدى الدراسات من سنة 2007م، أُجريت على مُورثات ست نُويعات—الزَّرافة غرب أفريقيَّة، وزرافة روثتشيلد، والزَّرافة الشبكيَّة، والزَّرافة الماساويَّة، والزَّرافة الأنغوليَّة، والزَّرافة جنوب أفريقيَّة—أنَّها قد تكون في الواقع، ستَّة أنواعٍ مُنفصلة. استتج العُلماء من خلال تحاليل الانحرافات الوراثيَّة في الحمض النووي للنواة والحمض النووي للمُتقدرات، أنَّ الزرافي المُنتمية لهذه الجُمهرات مُنعزلة تكاثُريًا عن بعضها البعض، وقلَّما تتهجّن، رُغم انعدام العوائق الطبيعيَّة بينها التي قد تحول بين انتقال إحدى الجُمهرات من منطقةٍ إلى أُخرى تقطنها جُمهرة مُختلفة. وهذا ينطبقُ بالذات على الجُمهرات شديدة القُرب من بعضها، مثل الزرافي الشبكيَّة والمساويَّة وزرافي روثتشيلد. كما يُحتمل أن تكون الزَّرافة الماساويَّة في الواقع بضعة أنواعٍ مُختلفة، يفصلُ بينها الصدع الشرق أفريقي. تتمتَّعُ الزرافي الشبكيَّة والماساويَّة بأعلى نسبة تنوعٍ في حمضها النووي للمُتقدرات، وهذا أمرٌ مألوفٌ ومعهودٌ في جميع زرافي أفريقيا الشرقيَّة. ويُلاحظُ أنَّ الجُمهرات الشماليَّة أكثر وُثوقًا ببعضها من الجُمهرات سالِفة الذِكر، بينما الجُمهرات الجنوبيَّة أكثر صلةً بالجُمهرات الشرقيَّة. يُعتقدُ بأنَّ الزرافي تختارُ شريكها من ذات نمط اللطخات الجسديَّة، التي تحفظها وترتبط بها أثناء فترة صغرها، بعد أن تنطبع بها مُنذُ ولادتها، لرؤيتها أيَّاها على جسد سائر أفراد القطيع. تولّى ديڤيد براون، وهو رئيس كُتَّأب هذه الدراسة، مُراجعة نتائجها المُضمَّنة، وأخبر قناة BBC الأخباريَّة: «خَلْطُ جَمِيْعِ الزَرَافَى فِي نَوْعٍ وَاحِدٍ يُشَوِّشُ عَلَى وَاقِعِ الخَطَر الذِي تَتَعَرَّضُ لَهُ بَعْضُ جُمْهُرَاتِها، وَالّذِي وَضَعَهَا عَلَى حَافَّةِ الانْقِرَاض. بَعْضُ هَذِهِ الجُمْهُرَات لَا يَتَخَطّى المِئَات، وَيَحْتَاجُ الحِمَايَةَ الفَوْرِيَّة».
تُفيدُ البُحوث أيضًا بأنَّ الزَّرافة غرب أفريقيَّة أوثقُ صلةً بِزرافة روثتشيلد والزَّرافة الشبكيَّة من الزَّرافة الكُردُفانيَّة التي كان يُعتقد بأنَّها إحدى جُمهراتها. ويقولُ الخبراء بأنَّ أسلافها يُحتمل أن تكون هاجرت من أفريقيا الشرقيَّة إلى الشماليَّة، ومن ثُمَّ نزحت إلى موطنها الحاليّ مع نُشوء الصحراء الكُبرى أواخر العصر الجليدي الأخير. كما يُحتملُ أن تكون بُحيرة تشاد قد شكَّلت، عندما كانت تبلغ أكبر أحجامها خلال العصر الهولوسيني، حاجزًا طبيعيًا بين الزرافي غرب أفريقيَّة والزرافي الكُردُفانيَّة حال دون اختلاطها ببعضها.

## الهيئة والتشريح

### المظهر الخارجيّ

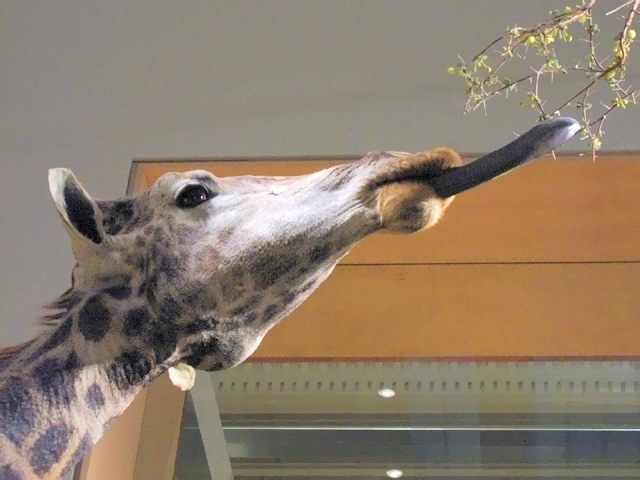
زرافةٌ تمُطُّ لِسانها للاقتيات على أوراق إحدى الأشجار.

يتراوحُ ارتفاع الزَّرافة البالغة بين 5 و6 أمتار (بين 16 و20 قدمًا)، والذُكور أكثر ارتفاعًا من الإناث. يصلُ مُتوسِّط وزن الذكر البالغ إلى 1,192 كيلوگرامًا (2,628 رطلًا)، والأُنثى البالغة إلى 828 كيلوگرامًا (1,825 رطلًا)، وأقصى ما تمَّ توثيقهُ من أوزانٍ بلغ 1,930 كيلوگرامًا (4,250 رطلًا) للذكور، و1,180 كيلوگرامًا (2,600 رطل) للإناث. الجسد قصيرٌ نسبيًا، على الرُغم من الطول الفائق للعنق والقوائم.:66 تقعُ العينان على جانبيّ الرأس، وهي كبيرةٌ بارزة، وهي تمنحُها رؤيةً دائريَّةً كاملة لمُحيطها من ارتفاعها الكبير.:25 بصرُ الزرافي حاد، وهي قادرة على تمييز الألوان،:26 كما أنَّ حاستيّ السمع والشم عندها قويَّة. وهي قادرة على إغلاق مُنخريها للحيلولة دون دُخول الرمال خلال العواصف الرمليَّة، والنمل عندما ترعى من إحدى الأشجار حيثُ أٌقيمت إحدى مُستعمراتها.:27 لسانُ الزَّرافة قابض (قادرة على أن تُمسك به الأشياء)، يصلُ طوله إلى 50 سنتيمتر (20 إنشًا) تقريبًا، وهو أسودٌ ضارب إلى الأرجوانيّ، ولعلَّ ذلك مردّه الحماية من الحُروق الشمسيَّة، وهي تستخدمه للإمساك بالنباتات، ولتمسيد فرائها وتنظيف أنوفها.:27 الشفَّة العُليا قابضةٌ كذلك الأمر، يستخدمها الحيوان عندما يرعى. وتكتسي الشفتان، إلى جانب اللسان وداخل الفم، بحُليماتٍ عديدة لحمايتها من الأشواك التي تُغطي أغصان الأشجار التي ترعاها الزرافي.

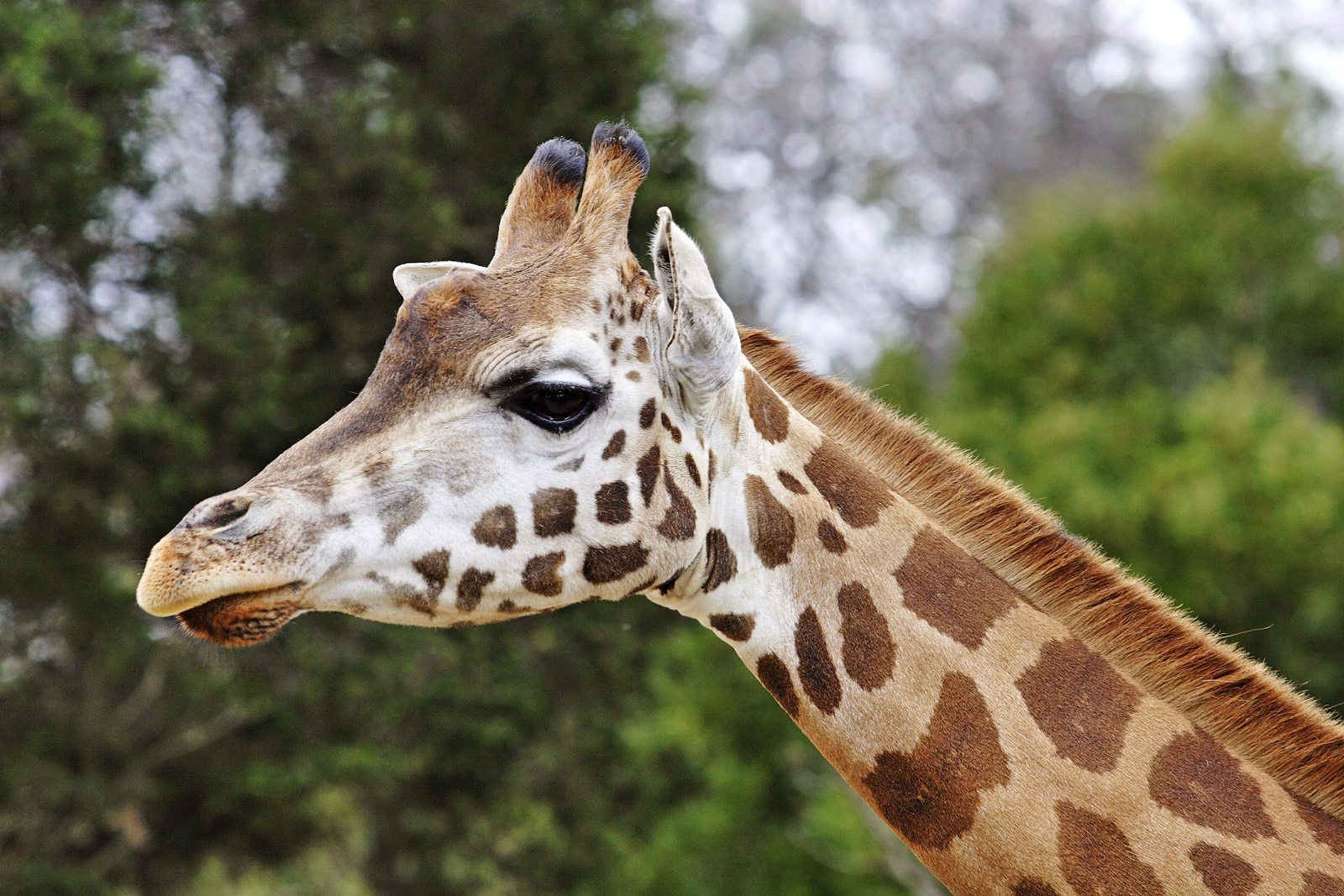
لقطة مُقرَّبة لرأس زرافة من حديقة حيوانات ملبورن.

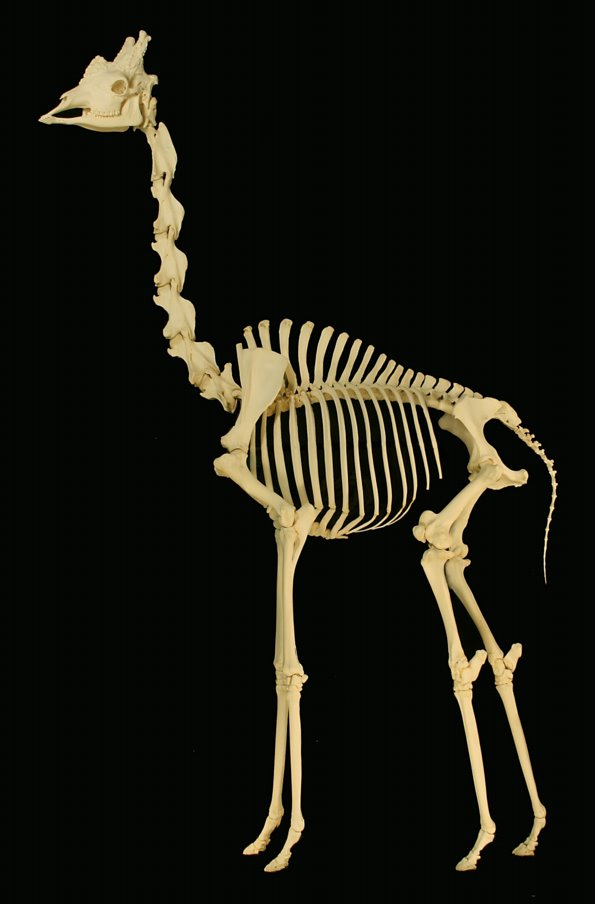
هيكلٌ عظميّ لِزرافة معروضٌ في متحف علم العظام، في مدينة أوكلاهوما.

معطفُ الزَّرافة مكسوٌّ بلطخاتٍ أو بُقعٍ كبيرةٍ داكنة (يُمكن أن تأخذ لونًا بُرتقاليًا، أو كستنائيًا، أو بُنيًا، أو أسود تقريبًا) يفصلُ بينها شعرٌ باهت (غالبًا ما يكون أبيضًا أو قشديًا)، وتستحيلُ الذُكور أقتمُ لونًا مع تقدُّمها بالسن. يلعبُ نمطُ المعطف دورًا تمويهيًا، فهو يمزجُ الزَّرافة مع أطياف الضوء والظِلال في أحراج السڤناء حيثُ تتجمَّع لِترعى. وتعتمدُ الزرافي على التمويه لحماية أنفُسها من الضواري حينما تقتات، حيثُ يصعُبُ رؤية البالغة منها حتَّى، ولو كان الناظر على بُعد بضعة أمتارٍ منها، لكن عندما تتحرَّك لترى المُفترس المُقترب منها بشكلٍ أفضل، فإنَّها تعتمدُ على حجمها الضخم وقُدرتها على الرفس والرَّكل لتُدافع عن نفسها وعن صغارها، عوض اعتمادها على التمويه، ويبدو أنَّ أُسلوب الدفاع سالِف الذِكر أكثرُ نفعًا بالنسبة للصغار من التمويه. يُحتملُ بأن تكون أقسام الجلد أسفل المناطق الداكنة من جسدها تلعب دورًا في تنظيم حرارة جسمها، إذ تقعُ فيها أنظمةٌ مُعقدةٌ للأوعية الدمويَّة وغُددٌ تعرُّقيَّةٌ كبيرة. تتمتَّعُ كُلَّ زرافةٍ على حدى بنمطٍ مُختلفٍ لمعطفها، ويغلبُ اللون الرماديّ على جُلود هذه الحيوانات السميك، الذي يسمحُ لها بالعدو بين الأشجار والشُجيرات الشائكة دون أن تُصاب بجروح.:34 يُحتملُ بأنَّ الفرو يلعب دورًا دفاعيَّا كيميائيًا، وإفرازاته طاردة الطُفيليَّات تمنحُ هذه الحيوانات رائحةً مُميَّزة. وهُناك على الأقل 11 عُنصر كيميائيّ عطريّ في الفراء، على أنَّ العناصر المُسببة لمُعظم الرائحة تقتصرُ على الإندول والاسكاتول. ويفترضُ البعض أنَّ رائحة الجسد قد تلعب دور الجاذب والمُحفّز الجنسيّ أيضًا، كون رائحة الذُكور أقوى من رائحة الإناث. تمتدُ سلسلةً من الشعر المُنتصب القصير على طول العُنق، تُعرفُ بالعُرف. يصلُ طول الذيل إلى مترٍ واحد (3.3 أقدام)، وهو ينتهي بخصلةٍ طويلةٍ من الشعر الداكن، تستخدمها الزَّرافة لإبعاد الحشرات الطائرة عنها.:36

### الجُمجُمة والنُتوءات
يتمتَّعُ كِلا الجنسين بنُتوءاتٍ عظميَّةٍ تبرُزُ من الجُمجُمة، وهي غُضروفان مُتصلِّبان مُغلفان بالجلد، ويتصلان بالجُمجُمة عند العظم الجداريّ. يُعتقدُ بأنَّ للنُتوءات دورٌ في تنظيم حرارة الجسد، نظرًا لأنَّها مليئة بالأوعية الدمويَّة، علمًا بأنَّ الذُكور تستعملها لضرب بعضها عندما تتقاتل. يُمكنُ الاعتماد على شكل هذه النُتوءات لتحديد جنس وسن صاحبها، فنُتوءات الإناث والصغار نحيلة وتعلوها خصلاتٌ من الشعر، بينما تلك الخاصَّة بالذُكور تنتهي بكُتلٍ مقبضيَّة وتميلُ لأن تكون صلعاء. كذلك، تظهرُ عند الذُكور نُتوءةٌ وُسطى على مُقدِّمة الجُمجمة. تظهرُ على جماجم الذُكور كدماتٌ جرَّاء طبقات الرواسب الكلسيوميَّة المُتراكمة، مع تقدُّمها بالسن. جماجمُ الزرافي خفيفةُ الوزن بسبب احتوائها على العديد من الجيوب الهوائيَّة،:70 غير أنَّ جماجم الذُكور تُصبحُ أثقل مع تقدُّمها بالسن، وأشبه بالمطرقة، مما يُساعدها على أن تُصبح أكثر هيمنةً في المعارك. يتمتَّعُ الفك العلويّ بحنكٍ مُثلَّمٍ يفتقدُ للأسنان الأماميَّة،:26 وأضراسُها خشنة السطح.:27

### القوائم، والحركة، والوقفة

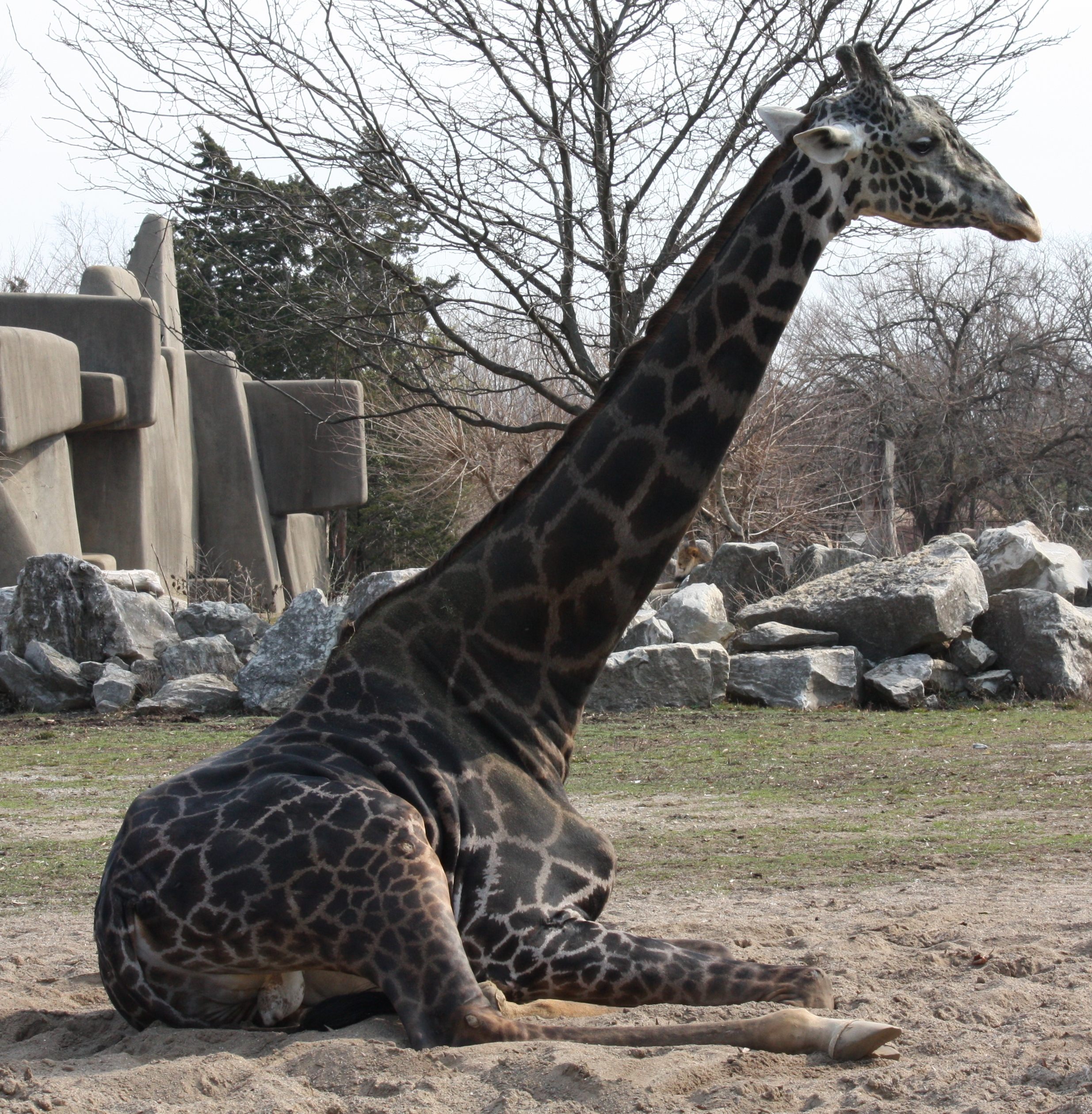
زرافةٌ قابعةٌ على الأرض في حديقة حيوانات لويسڤيل.

تصلُ قوائم الزَّرافة الأماميَّة والخلفيَّة إلى ذات الطول تقريبًا. تتصلُ وتتمفصل كعبرتيّ وزنديّ القائمتين الأماميتين بواسطة الرسغ، الذي يلعب دور الركبة في حالة هذه الحيوانات، رُغم أنَّ بُنيته مُطابفة للمِعصم البشري. يُعتقدُ بأنَّ رِباطًا مُعلَّقًا يسمحُ لِقوائم الزرافي الطويلة والضامرة أن تحمل وزنها الهائل. يبلغ قطر قدم الزَّرافة 30 سنتيمترًا (12 إنشًا)، ويصلُ ارتفاع الحافر عند الذُكور إلى 15 سنتيمترًا (5.9 إنشات) وعند الإناث إلى 10 سنتيمترات (3.9 إنشات).:36 يُلاحظ بأنَّ مؤخَّر كُلّ حافر مُنخفض، وأنَّ الكاحل قريبٌ من الأرض، ممَّا يسمح بدعم وزن الحيوان. تفتقدُ الزرافي للزمعات على أقدامها، كما تفتقدُ لأيّ غُددٍ بين أصبعيَّة، ورُغم أنَّ حوضها قصيرٌ نسبيًا، إلَّا أنه يتمتَّع بعظمٍ خاصريّ ممدود عند أطرافه العلويَّة.
للزرافي طريقتا مشي فحسب:، وهي: السير والرمح. وتسيرُ الزَّرافةُ عبر تحريك قائمتيها على ذات الجهة في نفس الوقت، ثُمَّ تتبعها بحركةٍ مُماثلةٍ على الجانب الآخر، وعندما ترمحُ الزَّرافة فإنَّ قائمتيها الخلفيَّتين تتحرَّك لتصل أمام قائمتيها الأماميتين قبل أن تتحرَّك تلك بدورها إلى الأمام، كما يلتوي ذيلها. تعتمدُ هذه الحيوانات على تحرّك رقبتها ورأسها إلى الأمام والخلف لتُحافظ على توازنها أثناء ركضها،:327–29 وهي قادرة أن تبلغ سُرعة 60 كيلومتر في الساعة (37 ميل بالساعة)، ويُمكنها المُحافظة على سُرعة 50 كيلومتر بالساعة (31 ميل بالساعة) لعدَّة كيلومترات.
تستريحُ الزَّرافة عبر الاستلقاء أرضًا على قوائمها المطويَّة أسفل جسدها،:329 وفي سبيل الاستلقاء، يقومُ الحيوان بالرُكوع على قائمتيه الأماميتين أولًا ومن ثُمَّ يُخفض سائر جسده. وعندما ترغب بالنُهوض، تستندُ الزَّرافة على ركبتيها الأماميتين ثُمَّ تبسطُ قائمتيها الخلفيتين لترفع القسم الخلفي من جسدها، ثُمَّ تُسوّي وتُقوّم قائمتيها الأماميتين، ومع كُلِّ حركةٍ يهزُّ الحيوان رأسه.:31 تنامُ الزرافي الأسيرة في حدائق الحيوان حوالي 4.6 ساعات يوميًا كمُعدَّل، وأغلب نومها ليليّ. وعادةً ما تنامُ الزرافي مُستلقيةً على الأرض، غير أنَّ بعضها وُثِّق نومه واقفًا، وبالأخص بعض الأفراد الكبيرة في السن. يُمكنُ مُلاحظة دُخول الزَّرافة في نومٍ عميقٍ مُتقطّع قصير المُدَّة عندما تطوي رقبتها إلى الخلف أثناء استلقائها، وتُلقي برأسها على وركها أو فخذها، ويُعتقد بأنَّ هذه الوضعيَّة تعكس نوم حركة العين السريعة عند هذه الحيوانات. وعندما ترغبُ الزَّرافةُ بشُرب الماء، فإنَّها إمَّا تركعُ على رُكبتيها لتبلغ مجمع المياه، أو تبسطُ قائمتيها الأماميتين حتّى يصل رأسها للأسفل. يُعتقدُ بأنَّ الزرافي ليست سبَّاحةً ماهرة، إذ أنَّ قوائمها النحيلة ضعيفةٌ جدًا لتُقاوم المياه وتدفع بها إلى الأمام، على أنَّها قادرةٌ على الطفو على السطح. ومن الأدلَّة التي يُقالُ بها لتأكيد عدم قدرة الزرافي على السباحة، هو أنَّ صدرها ستُثقله قائمتيها الأماميتين في المياه، مما يُصعّب عليها تحريك عنقها ورأرجُلها بتناغم، أو حتّى أن تُبقي رأسها فوق السطح.

### العُنق

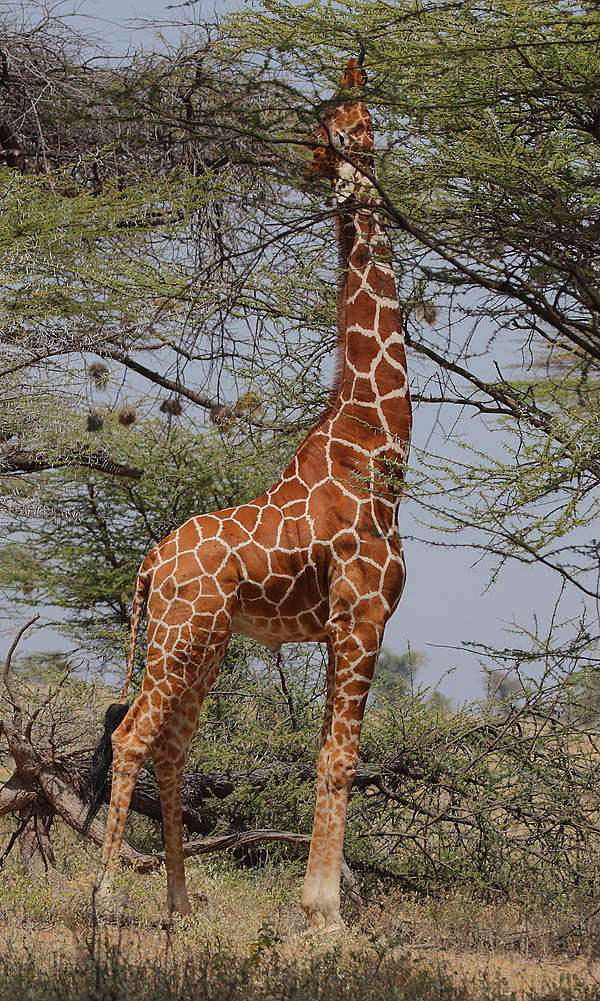
ذكرُ زرافة بالغ يقتات على أطراف شجرة سنطٍ عالية.

تتمتَّعُ الزَّرافة بُعنُقٍ طويلٍ جدًا هو الأطول بين جميع الثدييَّات بِلا مُنازع، ويُمكن أن يصل طوله إلى مترين تقريبًا (حوالي 6 أقدام و7 إنشات)، وهو ما يجعلُ هذه الحيوانات الأكثر ارتفاعًا بين جميع دواب اليابسة.:29 يرجعُ طول أعناق هذه الحيوانات إلى تطاولٍ غيرُ مُتناسبٍ للفقرة الرقبيَّة، وليس بسبب امتلاكها فقراتٍ أكثر عددًا من فقرات سائر الثدييَّات، وكُلُّ فقرةٍ من فقراتها يفوقُ طولها 28 سنتيمترًا (11 إنشًا).:71 تُشكِّلُ الفقرات الرقبيَّة ما بين 52 و54% من إجمالي طول العمود الفقريّ للزرافي، مُقارنةً بما بين 27 و33% من إجمالي طول العمود الفقريّ عند الحافريَّات الضخمة المُماثلة لها، بما فيها أقرب أقاربها الحيَّة، أي الأكَّأب. يبدأ عُنق الزَّرافة بالتطاول بعد ولادتها، إذ يصعبُ على الأُم أن تلد صغيرها ذو عُنقٍ طويلٍ بأبعادٍ مُتطابقة مع أبعاد أعناق البوالغ. يشرأبُّ رأس وعُنق الزَّرافة عبر عضلاتٍ قويَّة ورِباطٍ قفويّ مُثبَّتة بواسطة فقرات ظهريَّة طويلة تقعُ على خلفيَّة الفقرة الصدريَّة، ممَّا يولدُ سنامًا بسيطًا عندها.
تتمتَّعُ فقرات عُنق الزَّرافة بمفاصل كُروانيَّة (شبيهة بالكُرة)،:71 ويسمحُ المفصل القابع بين الفقرة الأطلسيَّة وتلك المحوريَّة، يسمحُ للحيوان بأن يميلُ برأسه عموديًا ليصل إلى الأغصان العلويَّة بواسطة لسانه.:29 تقعُ نُقطة ارتباط الفقرتين الرقبيَّة والصدريَّة بين الفقرتين الصدريتين الأولى والثانية (T1 وT2)، عكسُ مُعظم أنواع المُجترَّات التي تقعُ نقطة ارتباط فقرتيها سالِفتا الذِكر بين الفقرة الرقبيَّة السَّابعة وتلك الصدريَّة الأولى (C7 وT1). وهذا يعني عند بعض العلماء أنَّ الفقرة الرقبيَّة السَّابعة هي التي تُساهم في إطالة عُنق الزَّرافة، وقد اقترح آخرون أنَّ الفقرة الصدريَّة الأولى ينبغي أن تكون في الواقع فقرةً رقبيَّةً ثامنة، وإنَّ تطوّر الزرافي منحها فقرةً رقبيَّةً زائدة. غير أنَّ جمهور العُلماء يرفضُ هذه النظريَّة، نظرًا لأنَّ الفقرة الصدريَّة الأولى لها خصائص تشكُّليَّة مُختلفة عن خصائص الفقرات الرقبيَّة، فهي تتمتّع بضلعٍ مُمفصل كسائر الفقرات الصدريَّة، ولأنَّ الثدييَّات التي تتمتَّع بعددٍ زائد من الفقرات الرقبيَّة غالبًا ما تُعاني اضطراباتٍ عصبيَّة وعللٍ كثيرة، وهو أمرٌ معدومٌ عند هذه الحيوانات.
هُناك نظريَّتان رئيسيَّتان تتعلَّقُ بالأصل التطوُّريّ لعُنق الزَّرافة وبقاء هذه السمة الوراثيَّة سائدة عندها مُنذ ملايين السنين، إحدى هذه النظريَّتان هي «نظريَّة التنافس مع سائر الحيوانات الرَّاعية»، ورائدُها هو تشارلز داروين، وقد بقيت هذه النظريَّة سائدة طيلة زمنٍ طويل، ولم تظهر أيَّة نظريَّة أُخرى تتحداها إلَّا مؤخرًا. وتقترحُ هذه النظريَّة أنَّ التنافس على المرعى بين أسلاف الزَّرافي والحيوانات الرَّاعية الأُخرى الأصغر حجمًا، من شاكلة الظباء كالمُرامري (الكُودُ) وظبي الحجر والإمپالا، جعل الكفَّة تميل إلى أسلاف الزرافي ذوي الأعناق الأطول، إذ أنَّ هذه الحيوانات اضطرَّت تحت ضغط المُنافسة العنيدة أن تتجه للاقتيات على مصادر غذائيَّة نباتيَّة لا تصلها سائر العواشب بسُهولة، فاختارت أوراق الأشجار المُرتفعة. وتظهرُ حسنات وأفضليَّة هذه الخاصيَّة الأحيائيَّة عند الزرافي بوضوحٍ جليّ، إذ لا مُنافس لها حتَّى بين أكبر الظباء، فالمُرامريّ مثلًا، وهو ظبيٌّ ضخمٌ جدًا لا يقدرُ أن يرعى النباتات التي يفوقُ عُلوَّها مترين (6 أقدام و7 إنشات)، بينما الزَّرافة تصلُ إلى الأغصان التي ترتفعُ 4.5 أمتار (15 قدمًا) عن الأرض. وبعضُ الأبحاث تُشيرُ إلى أنَّ التنافس على المرعى على مُستوى الأرض والشُجيرات حادٌ جدًا، وأنَّ الزرافي ترعى بفعاليَّةٍ أكبر في رؤوس الأشجار، فتأكُل كفايتها من الأوراق وتستحصل على ما يلزمها من الغذاء والطَّاقة. ويختلفُ العُلماء في تحديد الوقت الذي تُمضيه الزرافي وهي تقتات في الأعالي مُقارنةً بالوقت الذي تُمضيه العواشب الأُخرى، وفي دراسةٍ من سنة 2010م، تبيَّن أنَّ الزرافي ذات الأعناق الأطول تفوقُ نسبة نُفوقها خلال مواسم الجفاف تلك الخاصَّة بأقرانها الأقصر عُنقًا. وتقترحُ هذه الدراسة تفسيرًا مفاده هو أنَّ العُنق الأطول يتطلَّب المزيد من المُغذيات، الأمر الذي يضع صاحبته في مأزقٍ حرج خلال موسم الجفاف والشُح التي يقلُّ فيها المرعى.
أمَّا النظريَّة الأُخرى، فهي «نظريَّة الاصطفاء الجنسي»، وهي تقترحُ بأن تكون الأعناق الطويلة قد تطوَّرت كخاصيَّة جنسيَّة ثانويَّة، لتُعطي الذُكور أفضليَّةً خِلال مُبارزات «العناق» التي تهدف إلى إثبات هيمنتها وحقِّها في التزاوج مع الإناث المُتقبلة. ويقولُ أصحاب هذه النظريَّة أنَّ ما يُبتُ صحَّتها هو أنَّ أعناق الذُكور أطول وأثقل من تلك الخاصَّة بالإناث من نفس الفئة العُمريَّة، ولأنَّ الذُكور لا تلجأ إلى أيِّ شكلٍ آخر من أشكال القتال بين بعضها. غير أنَّ ما تفشل هذه النظريَّة في تفسيره، وهو سببُ انتقادها، هو سببُ امتلاك إناث الزرافي أعناقًا طويلة أيضًا، رُغم أنَّها لا تُقتلُ بعضها لإثبات هيمنتها في سبيل اجتذاب الذُكور.

### الأنظمة الجسديَّة الداخليَّة

رسم لِمسار العصب الحنجري الراجع في الزَّارفة.

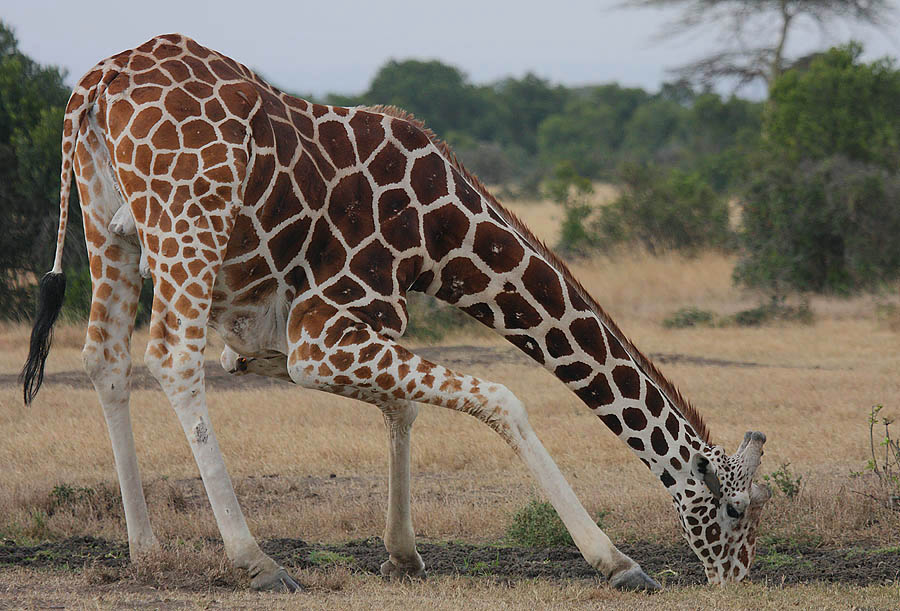
زرافةٌ تنحني لتشرب. تحولُ شبكةٌ من الشرايين والأوردة دون تدفّق الدماء بشكلٍ زائدٍ إلى الدماغ عندما يُخفضُ الحيوان رأسه.

تتميَّزُ الثدييَّات بأنَّ عصبها الحُنجريّ الرَّاجع الأيسر أطول من الأيمن؛ وتتفوَّقُ الزَّرافي على سائر الثدييَّات في هذا، إذ أنَّ عصبها الأيسر سالِف الذِكر يفوقُ الأيمن طولًا بأكثر من 30 سنتيمترًا (12 إنشًا). كما أنَّ كِلا العصبان يفوقان طولًا عصبا جميع أنواع الحيوانات المُعاصرة، إذ أنَّ عصبها الحُنجريّ الرَّاجح الأيسر وحده، يزيدُ طوله عن المترين (6 أقدام و7 إنشات). جميعُ الخلايا العصبيَّة في هذا المسار الحيوي تبدأ من جذع الدماغ وتمرُّ نُزولًا عبر العُنق على طول العصب المُبهم، ثُمَّ تتفرَّع إلى العصب الحُنجريّ الرَّاجع الذي يعود بدوره ليمُرَّ صعودًا عبر العُنق مُجددًا وُصولًا إلى الحُنجرة. بهذا، يصلُ طولُ هذه الخلايا العصبيَّة إلى حوالي 5 أمتار (16 قدمًا) عند أضخم الزرافي. تتماثلُ بُنية دماغ الزَّرافي مع تلك الخاصَّة بدماغ المواشي المُستأنسة،:31 وحجمُ رئتيها ضئيلٌ بالنسبة لكُتلة جسدها نظرًا لتصميم هيكلها العظميّ، وعُنُقها الطويل يُسببُ وُجود فراغٍ هوائيٍّ هائل، رُغم تمتُعها بقصبةٍ هوائيَّةٍ ضيِّقة. تؤدي هذه العوامل مُجتمعةً إلى ارتفاع نسبة مُقاومة تدفّق الهواء إلى رئتيّ هذه الحيوانات، لكن على الرُغم من ذلك، فإنَّها تبقى قادرةً على توصيل حاجتها من الأكسجين إلى أنسجتها الحيويَّة.

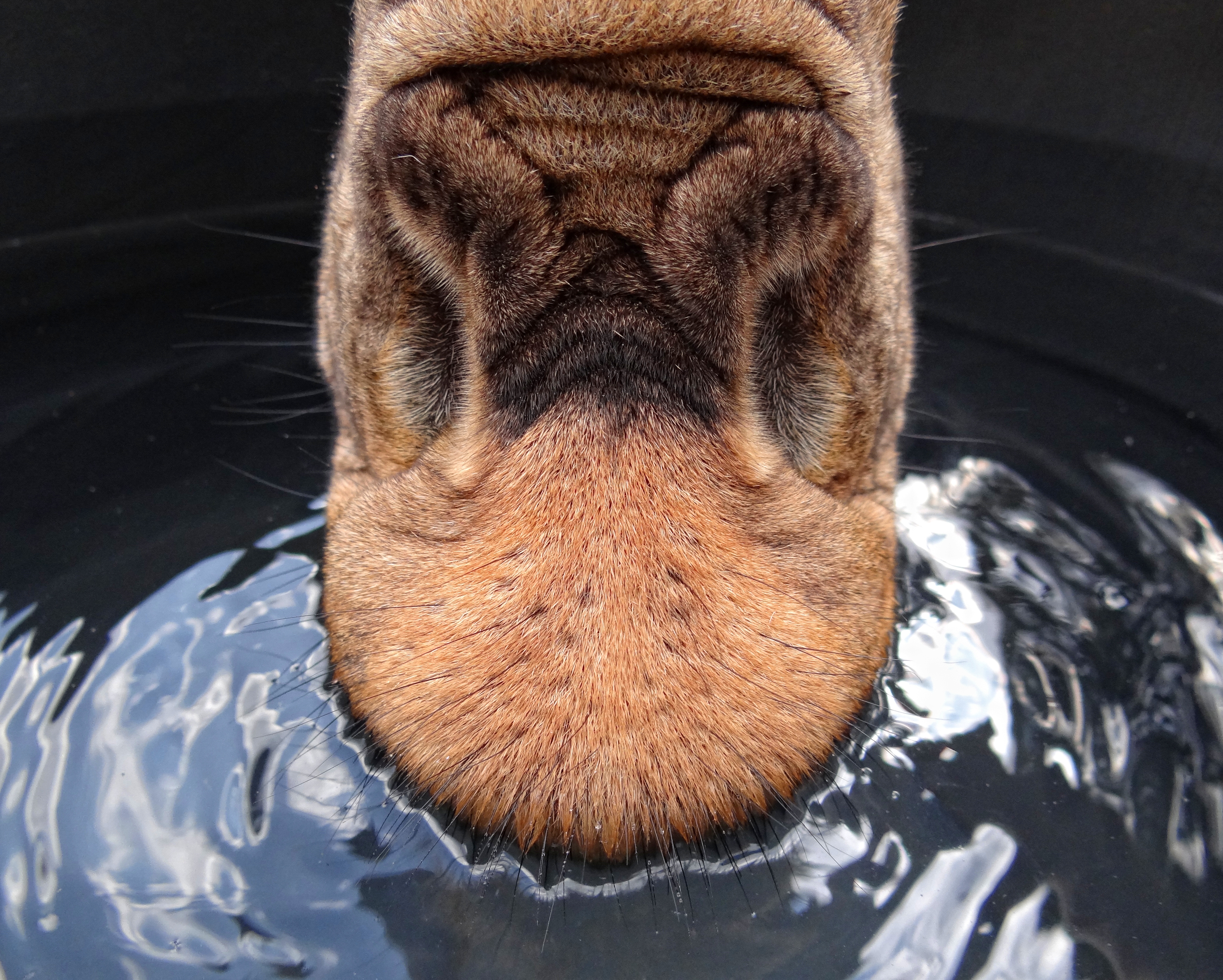
شكلُ فم الزَّرافة عندما تشرب.

جهازُ الدَّوران الخاص بالزرافي مُصممٌ على نحوٍ يتلائمُ مع ارتفاعها الكبير، فقلبها الذي يفوقُ وزنه 11 كيلوگرامًا (25 رطلًا) ويصلُ طولهُ إلى حوالي 60 سنتيمترًا (قدمين)، يُنتج ضعف ضغط الدّم الذي يتطلَّبهُ الجسد البشريّ ليحفظ تدفّق الدماء إلى الدماغ، ونتيجةً لهذا فإنَّ جدار قلب الزَّرافة تبلُغُ سماكته 7.5 سنتيمترات (3.0 إنشات). وقلبُ الزَّرافة كثيرُ النبضات على نحوٍ غير مألوف في الثدييَّات، فهو ينبضُ 150 نبضة في الدقيقة،:76 وفي أعلى عُنُقها شبكةٌ من الشرايين والأوردة تمنعُ تدفّق الدماء بشكلٍ زائدٍ إلى الدماغ عندما يُخفضُ الحيوان رأسه. كذلك، تضُمُّ الأوردة الوداجيَّة عدَّة صمَّامات (عادةً سبعة) للحيلولة دون تدفّق الدماء رجوعًا إلى الرأس من الوريد الأجوف السُفلي والأُذين الأيمن عندما يكون الرأس مُنخفضًا. وعلى النقيض من هذا، فإنَّ الأوعية الدمويَّة في القوائم السُفليَّة تتعرَّضُ لضغطٍ كبيرٍ بسبب وزن السوائل التي تعبُرُ نزولًا إليها، وفي سبيل مُعالجة هذه المُشكلة، فإنَّ الجلد الذي يكسي هذه القوائم سميكٌ ومشدود، للحيلولة دون تدفّق الكثير من الدماء إليها.
تتمتَّعُ الزرافي بعضلاتٍ مريئيَّة قويَّة تسمحُ لها بقلس الطعام من معدتها صُعودًا عبر عُنقها ووصولًا إلى فمها لتجترُّه.:78 ومعدةُ هذه الحيوانات رُباعيَّة الحُجُرات كمعدة جميع المُجترَّات، والحُجُرة الأولى منها مُتأقلمة لمُعالجة قوتها المُختص، أي أوراق الأشجار. يصلُ طولُ أمعاءُ الزَّرافة إلى حوالي 80 مترًا (260 قدمًا)، ونسبة أمعائها الدقيقة ضئيلة مُقارنةً بأمعائها الغليظة. الكبد صغيرُ الحجم ومضغوط،:76 والمرارةُ لا يبدو أنَّها تظهر إلَّا خلال طور الأجنَّة، ثُمَّ تختفي قبل الولادة.

## السُلوك والإيكولوجيَّة

### الموئل الطبيعي والاقتيات

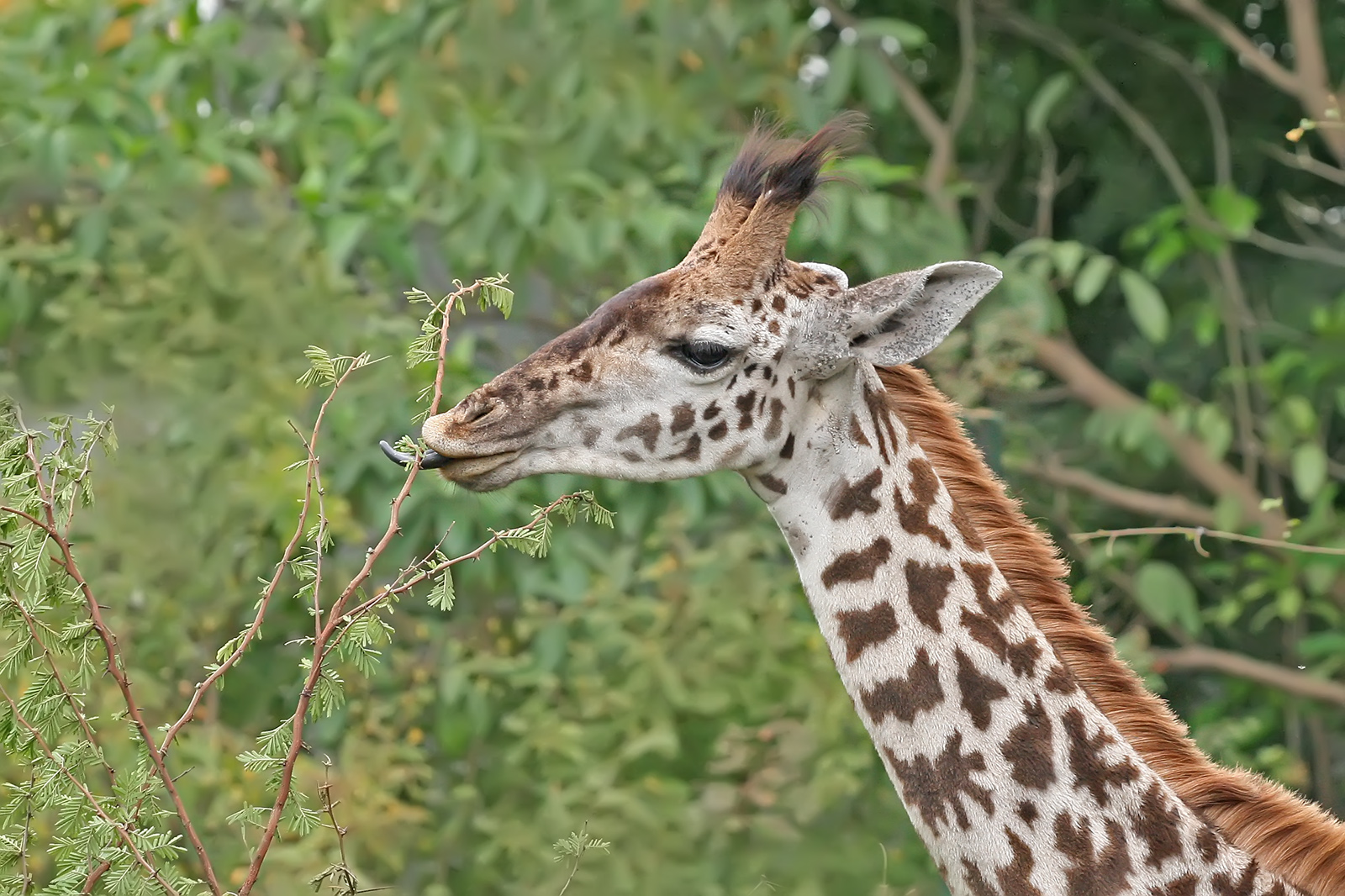
زرافةٌ تمُطُّ لِسانها لِتقتات. يتميَّزُ لِسانُ الزَّرافة وشفتاها وباطن فمها بالسماكة الشديدة، الأمر الذي يحول دون تأثُرها بالأشواك التي تكسي أغصان الأشجار.

تقطُنُ الزَّرافي عادةً السڤناء والأراضي العُشبيَّة والأحراج المكشوفة. وهي تُفضِّلُ سكن أحراج الطلح، والبلسان، والقمبريط، والهليلج، على الأحراج الأكثر كثافةً بالأشجار مثل أحراج المِمبو.:322 كذلك، بعضُ النُويعات، كالزَّرافة الأنغوليَّة، تقطُنُ الصحاري. ترعى الزَّرافي غُصينات الأشجار، وهي تُفضِّلُ الأنواع المُتمية إلى أجناس الطلح والبلسان والهليلج على غيرها، فهذه غنيَّةٌ بالكلسيوم والپروتين وتمُدُّ الزَّرافة بحاجتها من هذه المُغذيات الضروريَّة لنُموِّها. كذلك فهي تقتاتُ على الشُجيرات والجنبات والفاكهة والأعشاب.:324 تأكُلُ الزَّرافةُ الواحدة حوالي 34 كيلوگرامًا (75 رطلًا) من النباتات يوميًا، وحينما تمُرُّ بظروفٍ صعبة جرَّاء الجفاف فإنَّها قد تنزعُ لحاء الأغصاء وتأكله. وعلى الرُغم من كونها حيواناتٌ عاشبةٌ، إلَّا أنَّهُ يُعرفُ عن الزَّرافي تفقُّدها الجيف بين الحين والآخر ولعقها اللحم الجاف عن العظام.:325
خلال موسمُ الأمطار حينما يكثُرُ الطعام، تنتشرُ الزَّرافي وتتشتتُ مجموعاتها في مُختلف أنحاء موائلها الطبيعيَّة، أمَّا خلال موسم الجفاف فتتجمهر مع بعضها في البُقع حيثُ تصمدُ بعض الأشجار والشُجيرات دائمة الخُضرة. تميلُ الأُمهات لأن تقتات في المناطق المكشوفة، ولعلَّ ذلك مردَّهُ هو سُهولة كشف الضواري التي قد تُهددُ صغارها من على بُعد، إلَّا أنَّ ذلك يُقلل من فعاليَّة اقتياتها، إذ يجعلها تأكل الأوراق الأكثر يباسًا الواقعة على أطراف الأشجار. تُقدمُ الزَّرافي، كونها حيواناتٌ مُجترَّة، على مضغ طعامها أولًا، ثُمَّ ابتلاعه كي يُهضم جُزئيًا، ثُمَّ تُعيد تمريره عبر عُنُقها بشكلٍ واضحٍ للعيان، وصولًا إلى فمها حيثُ تُعيد مضغه مُجددًا.:78–79 ومن المألوف جدًا للزَّرافة أن يسيل لُعابها أثناء اقتياتها.:27 حاجةُ الزَّرافة للطعام أقل بكثيرٍ من حاجة العواشب الأُخرى، كون النباتات التي تقتاتُ عليها تحوي مُغذياتٍ أكثر تركيزًا، ولأنَّها تتمتَّعُ بجهازٍ هضميٍّ فعَّال. برازُ هذه الحيوانات يأتي على شكل كُرياتٍ صغيرةٍ، وعندما تتوافر المياه بشكلٍ مُستمرٍ في موئلها، فإنَّها قد تشرب على فتراتٍ مُتباعدة لا تدوم أكثر من ثلاثة أيَّام.
للزَّرافي تأثيرٌ شديدٌ على الأشجار التي ترعاها، فهي تتسببُ بتأخُّرِ نُموِّ تلك الصغيرة منها، وتُعطي تلك الطويلة التي تقتاتُ على مُحيطها شكلًا ذي خواصر. يبلُغُ الاقتيات ذُروته خلال ساعات النهار الأولى والأخيرة، وبين هاتين الفترتين، تُمضي الزَّرافي وقتها واقفةً تجتر. والاجترار هو أكثر ما تفعلهُ الزَّرافي خلال الليل، غالبًا أثناء جُلوسها على الأرض.

### السُلوك الاجتماعي والتناسُلي

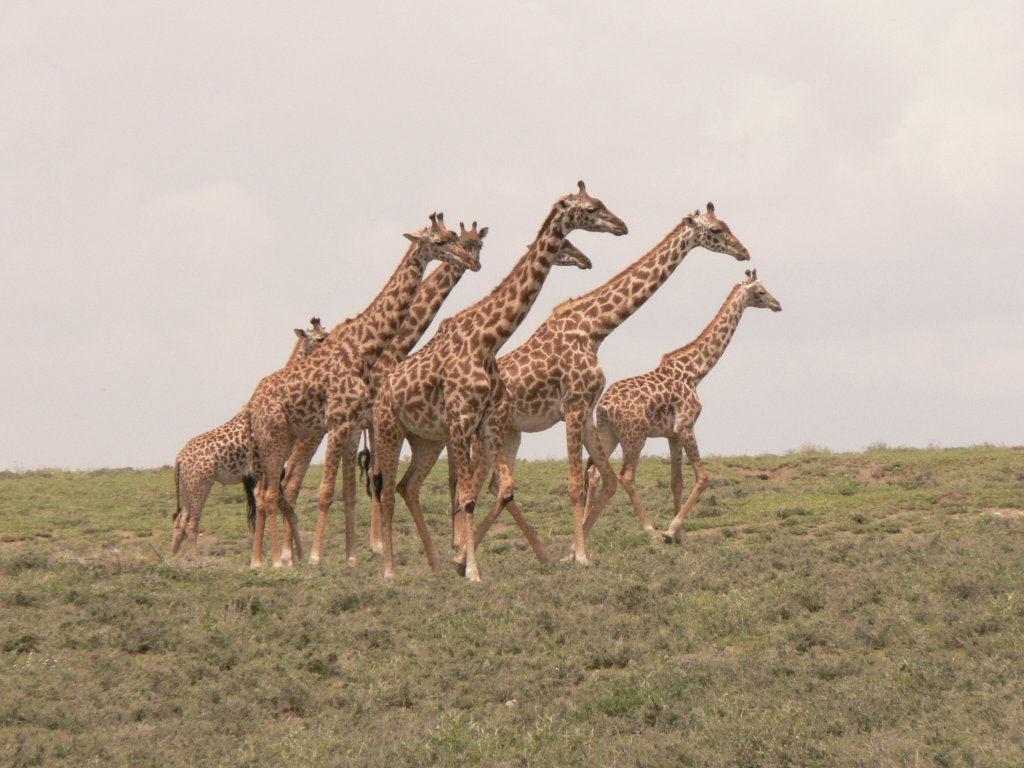
مجموعةٌ من الزَّرافي.

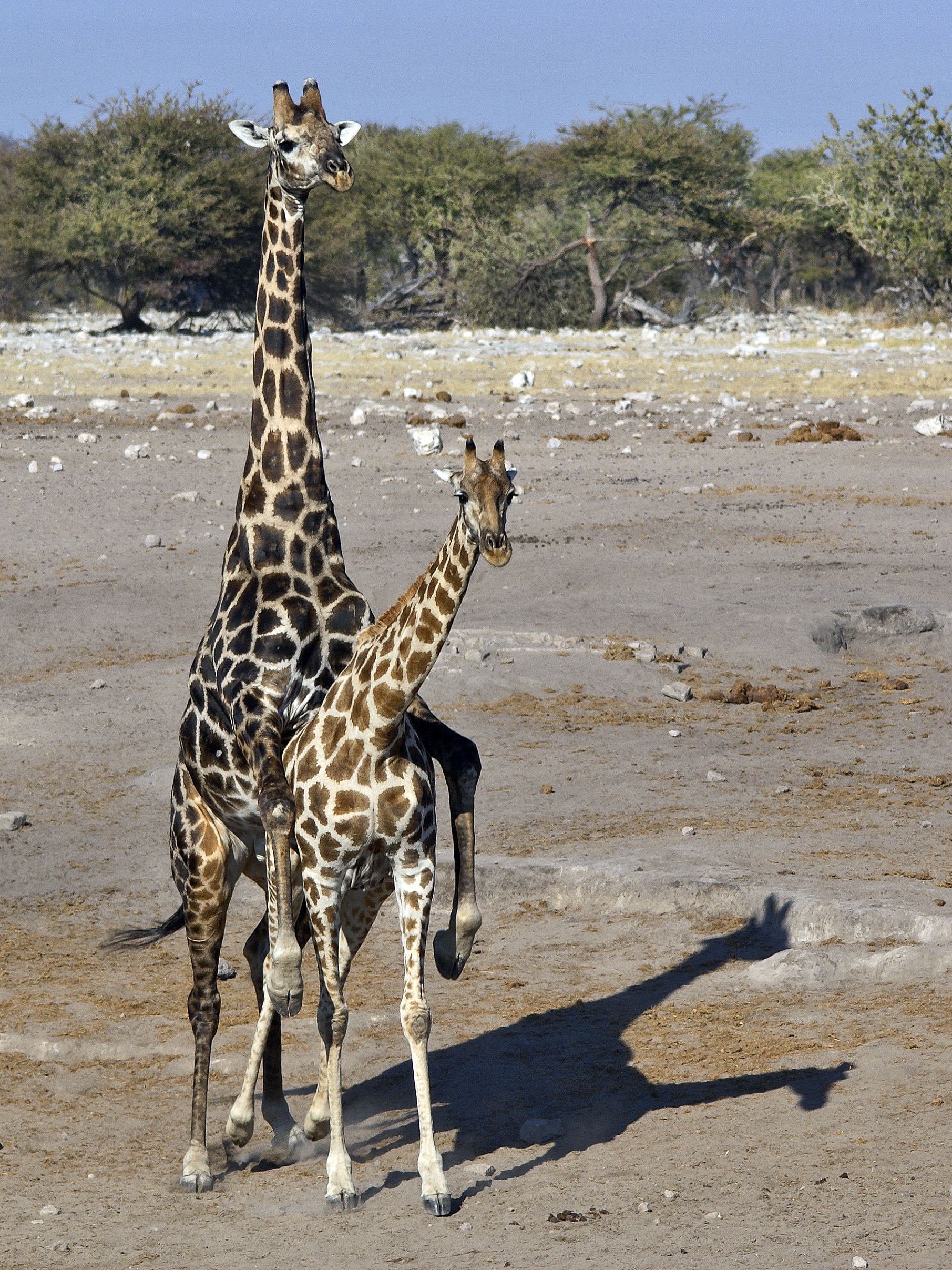
زرافةٌ ذكر يُجامعُ أُنثى. وحدها ذُكورُ الزَّرافي المُهيمنة يحقُّ لها أن تتزاوج مع الإناث.

تعيشُ الزَّرافي في مجموعاتٍ صغيرةٍ فضفاضة الصلة، أي أنَّ أفرادها لا ترتبط ببعضها ارتباطا وثيقًا، ودائمًا ما يُغادرُ بعضها المجموعة وتدخُلها زرافي أُخرى، وغالبًا ما يحصل ذلك كُل بضع ساعات. يُعرِّفُ الباحثون «مجموعة» الزَّرافي بأنَّها تلك التي تتألَّف من عددٍ من الأفراد تبعُدُ عن بعضها مسافةٍ تقلُّ عن كيلومترٍ واحدٍ، وتتحرَّك في ذات الاتجاه العام. يُمكنُ لِمجموعة الزَّرافي أن يصل عدد أفرادها في أقصى الحالات إلى 32 زرافة. أكثرُ مجموعات الزَّرافي استقرارًا هي تلك المُكوَّنة من الإناث وصغارها، ويُمكنُ أن تستمر قائمة طيلة أسابيع أو شُهور حتّى. يتمُّ الحِفاظ على التماسك الاجتماعي ضمن هذه المجموعات عبر الصِلات التي تُكوِّنها الصغار فيما بينها.:330 ويُعرفُ عن الزَّرافي أيضًا أنَّها تُكوِّنُ مجموعاتٍ ثُنائيَّة الجنس من الإناث البالغات والذُكور اليافعة، وتتميَّزُ الذُكور اليافعة تحديدًا بحُبِّها للاجتماع مع قرائنها، وكثيرًا ما تُشاهد وهي تتقاتلُ مع بعضها قتالًا زائفًا، إلَّا أنَّها تُصبحُ أكثر انعزالًا مع تقدُّمها بالسن. والزَّارفي ليست مناطقيَّة، إلَّا أنَّها تتنقَّل ضمن حدود منطقةٍ مُعيَّنة فقط دون غيرها، علمًا بأنَّ ذُكورها تشرُدُ أحيانًا بعيدًا عن المنطقة التي عادةً ما تُشاهدُ ضمنها.:329

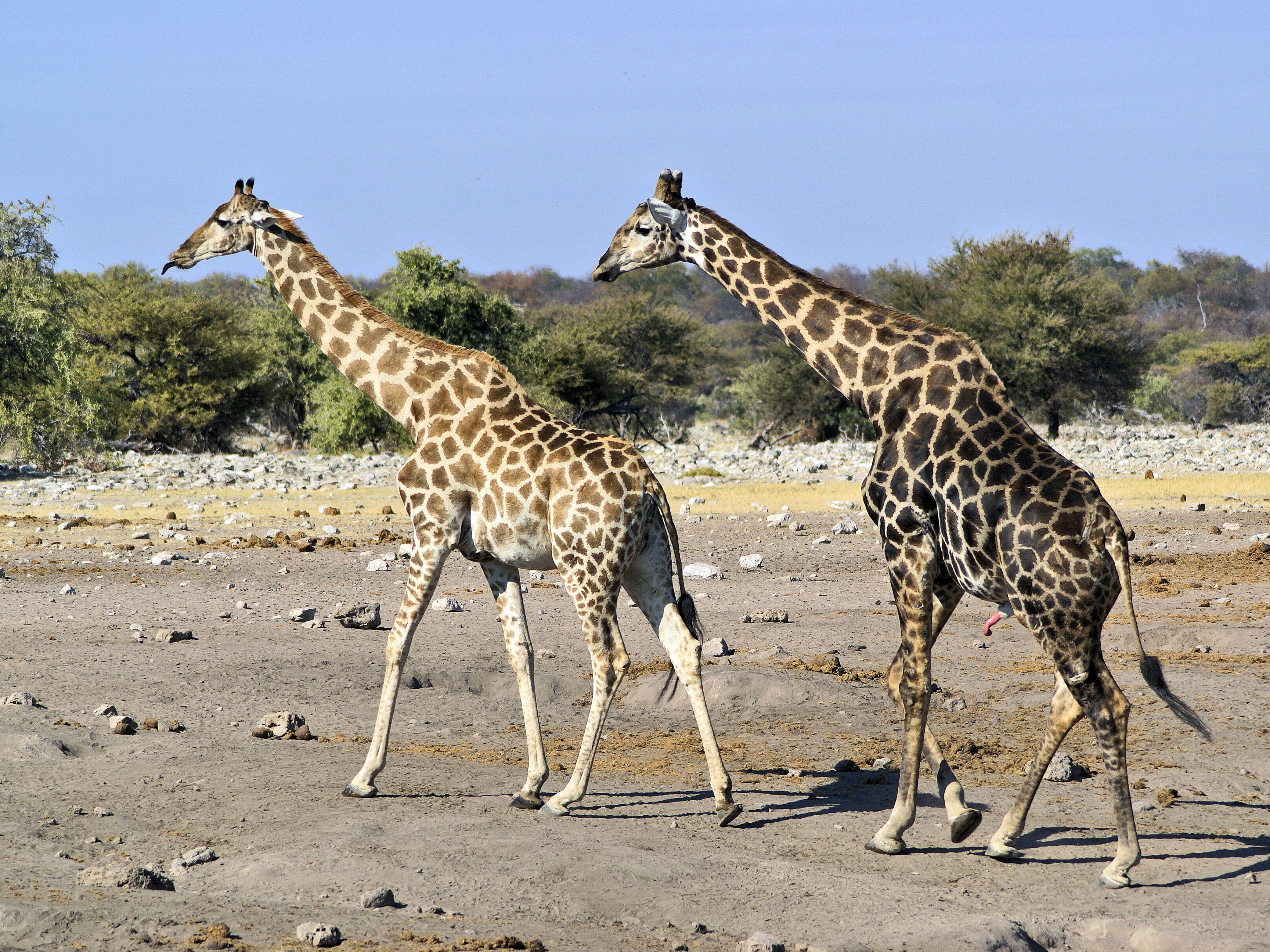
ذكرٌ يتودد إلى أُنثى.

الزَّرافي مُتعددة التزاوج، أي أنَّ الفرد منها لا يكتفي بشريكٍ واحد، بل يتزاوج مع عددٍ من الشُركاء. تتزاوجُ الذُكور البالغة مع الإناث الخصبة المُتقبلة، فتختبرُ ردَّة فعل الإناث عبر تذوُّق بولها لتُحدد ما إذا كانت تمُرُّ في مرحلة النزو الجنسي، وذلك في خُطواتٍ مُتعددة تُعرف باسم «ردَّة فعل فليمن»، وتُفضِّلُ الذُكور الإناث في ربيع العُمر عوض تلك اليافعة والمُتقدِّمة بالسن. وما أن يعثُر الذكر على أُنثى مُتقبِّلة حتَّى يُحاول مُغازلتها، وبحال كان الذكر مُهيمنًا فإنَّهُ يستمرُّ بإبعاد خصومه الأقل منه شئنًا خلال مُحاولته مُعاشرة الأُنثى. يقفُ الذكر على قائمتيه الخلفيتين أثناء الجماع ويرفعُ رأسهُ عاليًا ويُلقي بقائمتيه الأماميتين على جانبيّ أُنثاه.
تُمضي الزَّرافي أغلب وقتها صامتة، دون أن تُصدر صوتًا واحدًا، لكنَّها سُجِّلت وهي تتواصلُ مع بعضها بواسطة بعض الأصوات البسيطة خلال بضعة حالاتٍ نادرة. فخلال المُغازلة على سبيل المِثال، تُقدمُ الذُكور على إصدار شكلٍ من أشكال السُعال الصاخب، كما لوحظ أنَّ الإناث تُنادي صغارها عبر الخوار، وأنَّ الأخيرة تُصدرُ بعض الأصوات الشبيهة بالشخير والثُغاء والخوار والمواء. كذلك، سُمعت بعضُ الزَّرافي وهي تُهسهس وتئن وتزمر، كما أنَّها تتواصلُ مع بعضها عبر مسافاتٍ شاسعة بواسطة الموجات دون الصوتيَّة.

### التربية والرعاية الأبويَّة

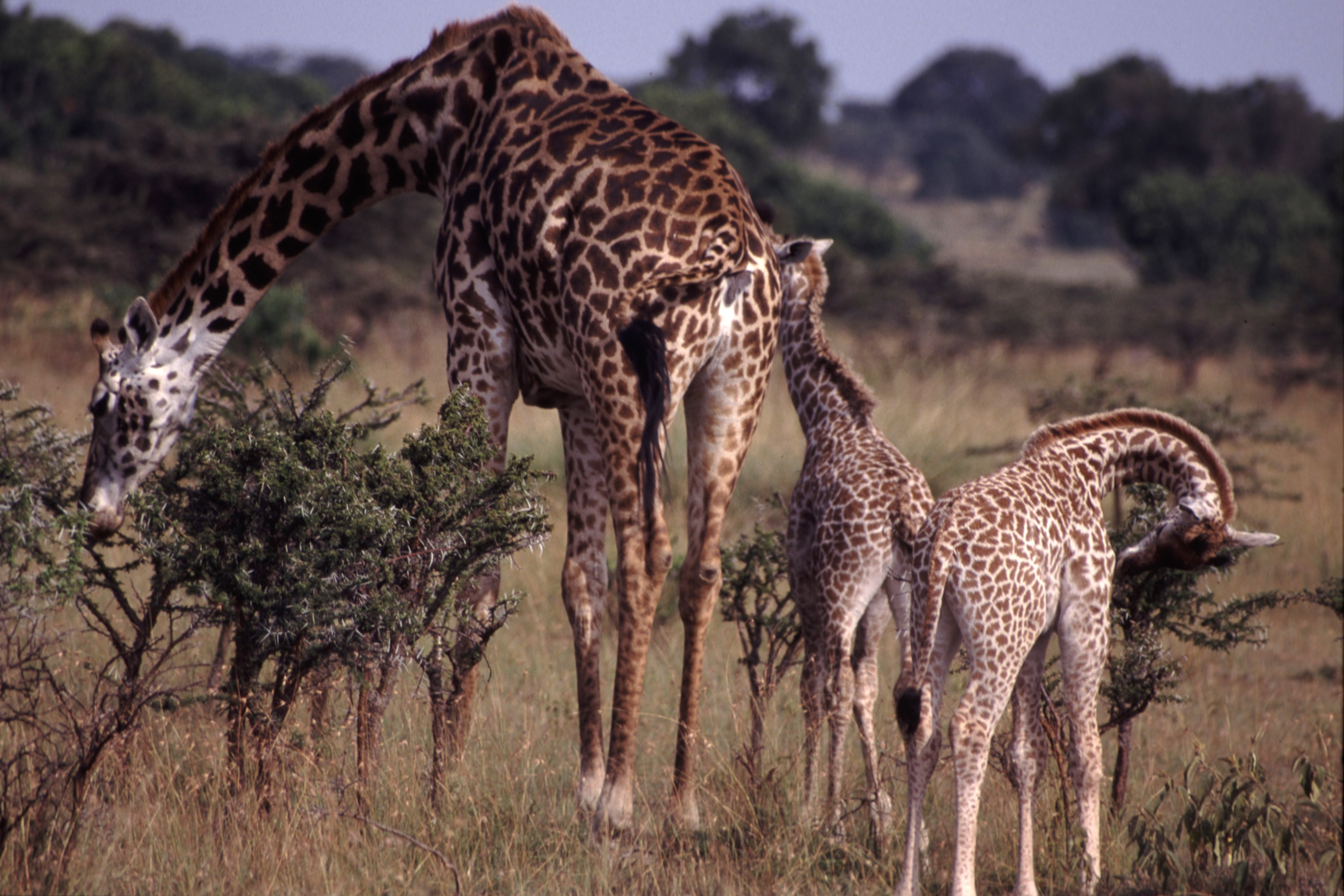
زرافةٌ أُم وصغيرها تقتاتان. تتولّى الأُنثى تربية صغيرها في الغالب، ويُحتملُ أن تتجمَّع مع إناثٍ وصغارٍ أُخرى في قُطعانٍ أُموميَّة.

تدومُ فترة حمل الأُنثى ما بين 400 و460 يومًا، تضعُ بعدها صغيرًا واحدًا في العادة، إلَّا أنَّهُ يُحتمل أن تلد توأمًا في أحيانٍ نادرة. وتضعُ الأُنثى وليدها وهي واقفةٌ على قدميها، ويخرُجُ رأس الصغير وقائمتيه الأماميتين أولًا من رحم أُمّه، بعد أن يُمزِّق الأغشية الجنينيَّة، ثُمَّ يسقُطُ أرضًا ممَّا يتسبب بقطع الحبل السرّي. تُقدمُ الأُنثى على لعق صغيرها بعد ولادته وتُساعدهُ على الوُقوف.:40 يصلُ ارتفاع الزَّرافة الوليدة إلى حوالي 1.8 أمتار (6 أقدام)، وخِلال ساعاتٍ من الولادة، يُصبحُ الصغيرُ قادرًا على الركض، ولا يعودُ بالإمكان تمييزه عن الصغار الأُخرى التي سبق ووُلدت قبلهُ بأُسبوع. تُمضي الصغارُ الفترة المُمتدَّة بين أسبوعها الأوَّل والثالث من الحياة مُختبئةً بين الآجام الكثيفة، حيثُ يعملُ نمط معطفها على تمويهها وسط الأوراق والظلال. كذلك، تقسو نُتوءات الجُمجُمة بسُرعةٍ كبيرةٍ خلال بضعة أيَّامٍ من الولادة وتنتصبُ على رأسها، بعد أن كانت مُفلطحة طيلة فترة الحمل.
تتجمَّعُ الإناث وصغارها في قُطعانٍ أُموميَّة، حيثُ تتنقَّل وتقتاتُ سويًا. وفي هذه القُطعان يُحتملُ لأيِّ أُنثى أن تترُك صغيرها برفقة أُنثى أُخرى ريثما تذهب لتقتات أو تشرب بعيدًا. تكادُ الذُكور البالغة لا تلعب أيُّ دورٍ في تربية الصغار ورعايتها،:337 على الرُغم من أنَّهُ يُلاحظ عليها تفاعلها معها بوديَّة في بعض الأحيان. صغارُ الزَّرافي عُرضةً للافتراس من قِبل طائفةٍ واسعةٍ من الضواري، وعندما يتعرَّضُ الصغير للخطر تقف أُمّه فوقه وتركُلُ المُفترس المُقترب. تقُومُ الأُنثى السَّاهرة على مجموعة الصغار بإنذار صغيرها وحده لو لاحظت اقتراب مُفترسٍ ما، على أنَّ سائر الصغار تسمع وتُلاحظ الإنذار فتستجيب له بدورها. يختلفُ طول مُدَّة الرابط بين الأُنثى وصغيرها من أُنثى إلى أُخرى، لكنَّه قد يدومُ حتَّى تُنجب الأُنثى مُجددًا. كذلك، يُمكنُ للصغير أن يكتفي بالرضاعة لِشهرٍ فقط،:335 أو يستمرَّ حتَّى يبلغ سنته الأولى. تصلُ الإناث مرحلة النُضج الجنسي ما أن تبلغ أربع سنوات، أمَّا الذُكور فيُمكن أن تبلغ جنسيًا خلال سنتها الرَّابعة أو الخامسة، إلَّا أنَّها لا تحظى بفُرصةٍ للتزاوج إلَّا عندما تبلغ سبع سنواتٍ تقريبًا.:40

### التعانق

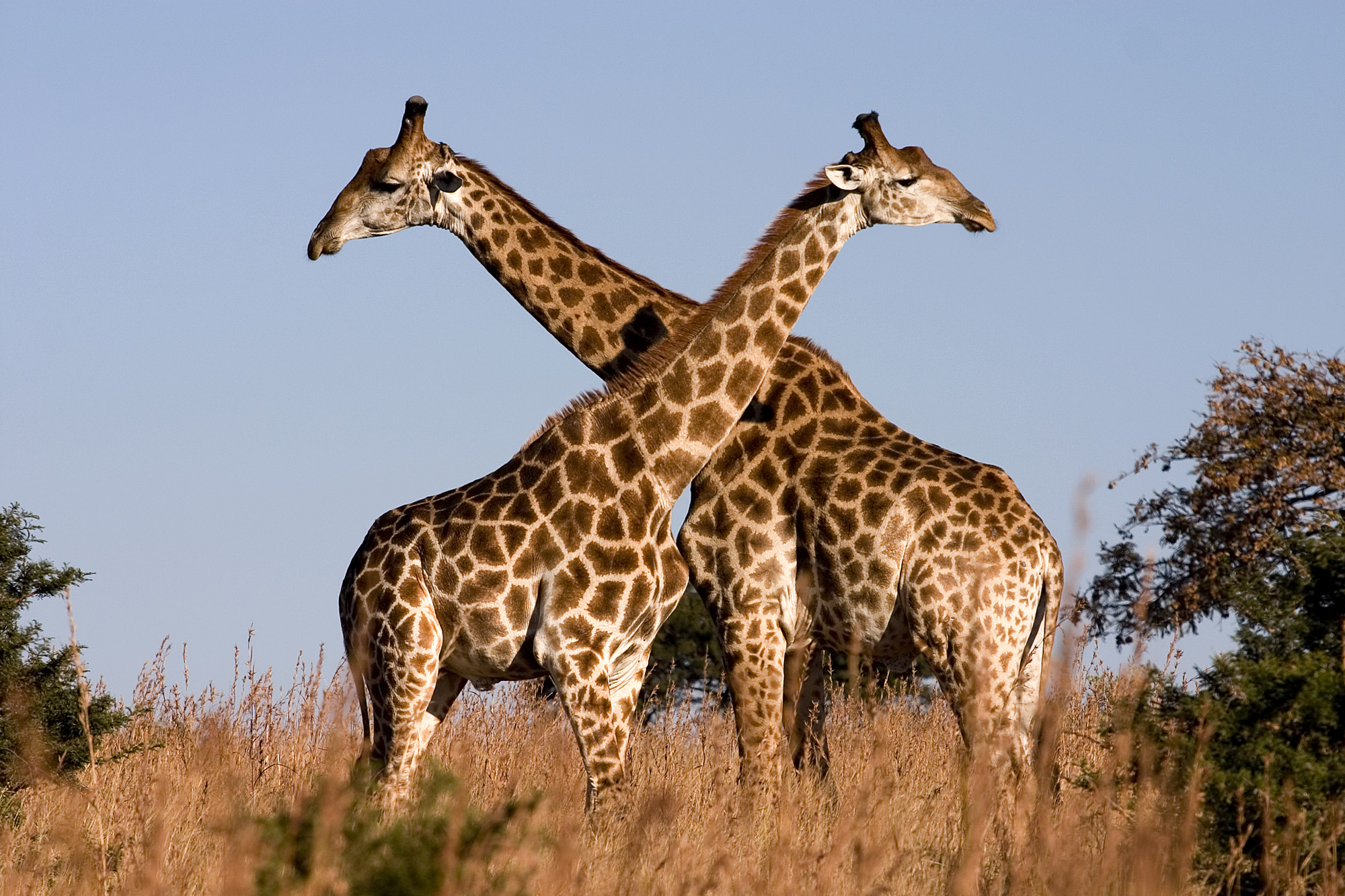
ذكران في تعانُقٍ وِديّ.

تستخدمُ ذُكور الزَّرافي أعناقها كأسلحةٍ تضربُ بها بعضها عندما تتقاتل، ويُعرفُ هذا السُلوك باسم «التعانق». تلجأُ الذُكور إلى هذا السُلوك عندما تسعى إلى توطيد نُفوذها وهيمنتها، وتلك التي تفوزُ بالقتال منها تزدادُ فُرص نجاحها بالتودد إلى أُنثى والإنجاب منها. يُمكن للتعانق أن يتخذ شكلًا حادًا أو وديًا، وفي حالة التعانق الوِدِّي يفركُ الذكران جسديهما ببعض ويتكآن على بعض، والذكرُ الذي يُحافظُ على وقفته المُنتصبة أطول من الآخر يفوُزُ بالمُنافسة. أمَّا في حالة التعانق العنيف، فإنَّ الذكران يبسطان قائمتيهما الأماميتين، ويُلولح كُلًا منهما بعُنُقه مُحاولًا ضرب الآخر بنُتوءات جُمجُمته، ويُحاول كِلا الطرفين تجنُّب ضربات الطرف الآخر والرَّد عليها بسُرعة. تتوقَّفُ قوَّة الضربة على مدى ثِقل الجُمجُمة والتواء العُنق. يُمكنُ للمُبارزة بين الذكرين أن تدوم أكثر من نصف ساعة، اعتمادًا على مدى تكافؤ الخصمين بالقوَّة والقُدرة على الاحتمال.:331 وعلى الرُغمِ من أنَّ هذه المُبارزات غالبًا ما تكون غير مؤذية ولا تُفضي إلى إصاباتٍ بالغة، فقد أشارت بعضُ التقارير إلى انخلاع فكوك عددٍ من الذُكور، وكسر أعنق بعضها الآخر، وحتَّى مصرعها.
من الشائع أن يُقدم المُتبارزان بعد انتهاء المُبارزة على مُلاطفة بعضهما، فيقوم كلٌ منها بالتربيت على الآخر، وقد يقوم أحدهما بامتطاء نظيره ومُحاولة مُجامعته. وقد لوحظ أنَّ هذا الشكل من أشكال التفاعل بين الذُكور مألوفٌ بشكلٍ كبير، حتّى أنه قد يكون أكثر إلفةً من الجماع الجنسي المُتباين (مُجامعة الذُكور للإناث). أظهرت إحدى الدراسات أنَّ حوالي 94% من الامتطاء التزاوجي عند الزَّرافي حصل بين ذكرين عوض ذكرٍ وأُنثى، كما تبيَّن أنَّ نسبة النشاط الجنسي المِثلي تراوحت بين 30 و75%، ولم تزيد نسبة الامتطاء التزاوجي بين الإناث عن 1%.

### الصحَّة والنُفوق

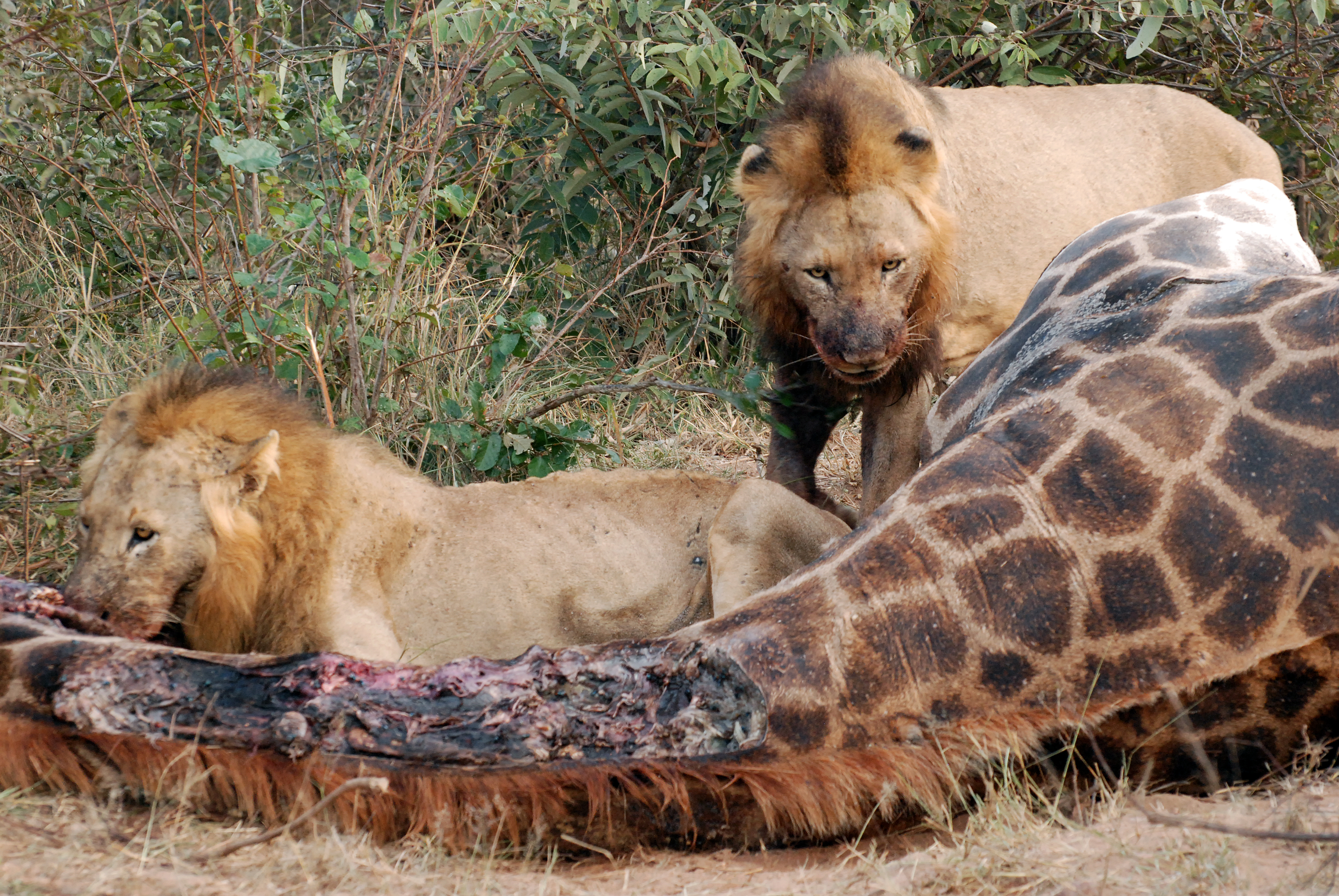
أسدان يقتاتان على جيفة زرافة.

تتمتَّعُ الزَّرافي بأمد حياة طويل نسبيًا مُقارنةً بغيرها من المُجترَّات، إذ قد تعيش حتّى تبلغ 25 سنة في البريَّة. غالبًا ما تكون الزَّرافي البالغة بعيدةً عن مُتناول الضواري بفضل حجمها الضخم ونظرها الثاقب وقوَّة ركلاتها الهائلة، على أنَّها تقعُ ضحيَّة الأُسود بين الحين والآخر، وفي بعض أنحاء أفريقيا، مثل مُنتزه كروگر الوطني، فإنَّها تُشكِّلُ طريدةً أساسيَّةً لها. كذلك، يُمكنُ لِتماسيح النيل أن تُشكِّل خطرًا على الزَّرافي البالغة عندما تنحني لتشرب من الأنهر والبُرك التي تقطنها الأخيرة.:31 والصغار أكثرُ عُرضةً للافتراس من البوالغ، وإلى جانب الأُسود والتماسيح، فإنَّها تقعُ ضحيَّة النُمور والضِّباع المُرقطة والكِلاب البريَّة الأفريقيَّة. ما بين رُبع ونصف صغار الزَّرافي تصلُ مرحلة البُلوغ.
تُصابُ الزَّرافي بطائفةٍ واسعةٍ من الطُفيليَّات، وأبرزُها القُرَّادات، التي تتمركزُ في المنطقة المُحيطة بأعضائها التناسُليَّة، حيثُ يكونُ الجلد أكثر سماكةً من سائر المناطق. من أنواع القَّراد التي تمُصُّ دماء الزَّرافي، تلك المُنتمية لأجناس الهيالوما، والأمبليوما، ومروحيَّة الرأس. تعتمدُ الزَّرافي على نقَّارات الماشية حمراء المنقار وصفراء المنقار لإزالة القُرَّادات من على جسدها. تستضيفُ الزَّرافي مجموعةً كبيرةً من الطُفيليَّات الداخليَّة، وهي عُرضةً للكثير من الأمراض المُتنوِّعة، وقد وقعت سابقًا ضحيَّة طاعون الماشية القاتل، إلى أن تمَّت إبادته.

## العلاقة مع الإنسان

### التاريخ والأهميَّة الثقافيَّة

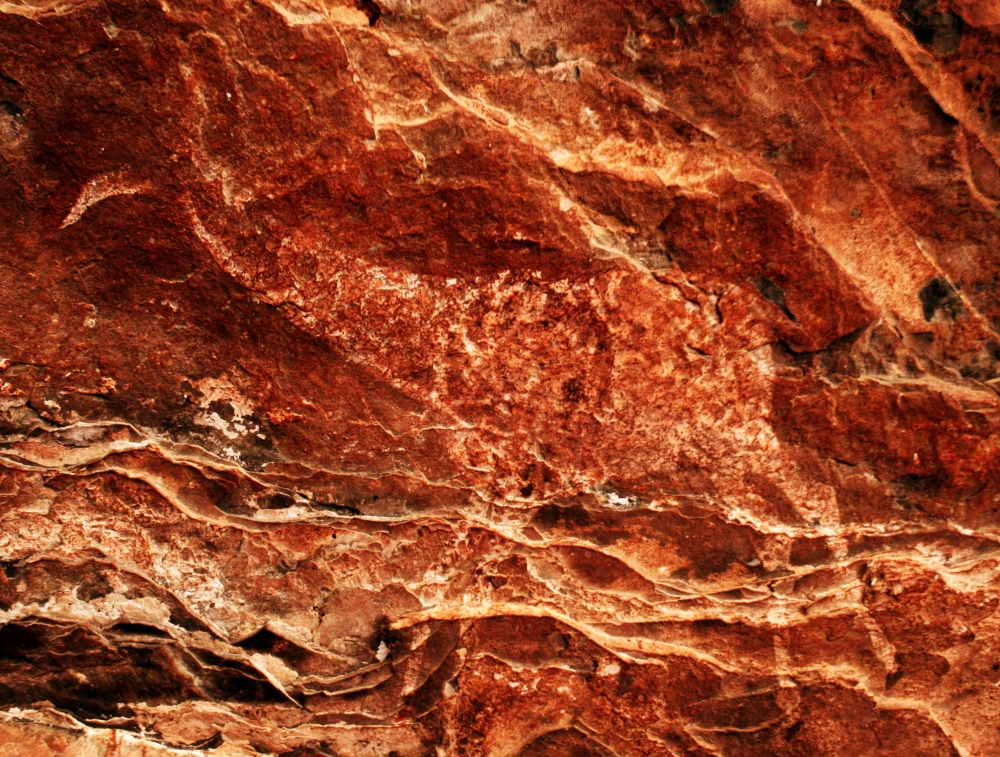
رسمٌ على الصُخور يُعزى إلى شعب السَّان في ناميبيا، يُصوَّرُ إحدى الزَّرافي.

يمكن توثيق تاريخ احتكاك البشر مع الزَّرافي لألف سنةٍ مضت على الأقل. فلدى شعب البوشمن في أفريقيا الجنوبيَّة رقصات تقليديَّة لعلاج آلام الرأس مُسمَّاة باسم الزَّرافة. كما تدور العديد من القصص الشعبيَّة والمظاهر الفلكلوريَّة بأفريقيا حول السبب الذي جعل الزرافة طويلةً إلى هذا الحد، منها على سبيل المثال قصَّة من شرق أفريقيا تروي كيف طالت الزرافي كثيرًا بعد أن أكلت أنواعاً من الأعشاب السحريَّة. يمكن رؤية هذه الحيوانات ممثَّلة بأشكالٍ عديدة من الفن بالقارة الأفريقية، فقد رسم صورها الكفيانيّون والمصريّون والمرويّون والنوبيّون. بل وقد نحت الكفيانيّون صخرةً بالحجم الطبيعيّ نقشوا عليها صورة زرافتين، وتُعَدُّ هذه الصخرة أكبر صخرةٍ منقوشة في العالم بأسره. أعطى المصريُّون القدماء للزرافة اسمًا هيروغليفيًا خاصًا بها، هو سِر باللغة القديمة ومَمِي باللغات الأحدث، كما كان المصريُّون يرعون الزرافي كحيواناتٍ أليفة ويتاجرون بها في أنحاء البحر الأبيض المُتوسّط.

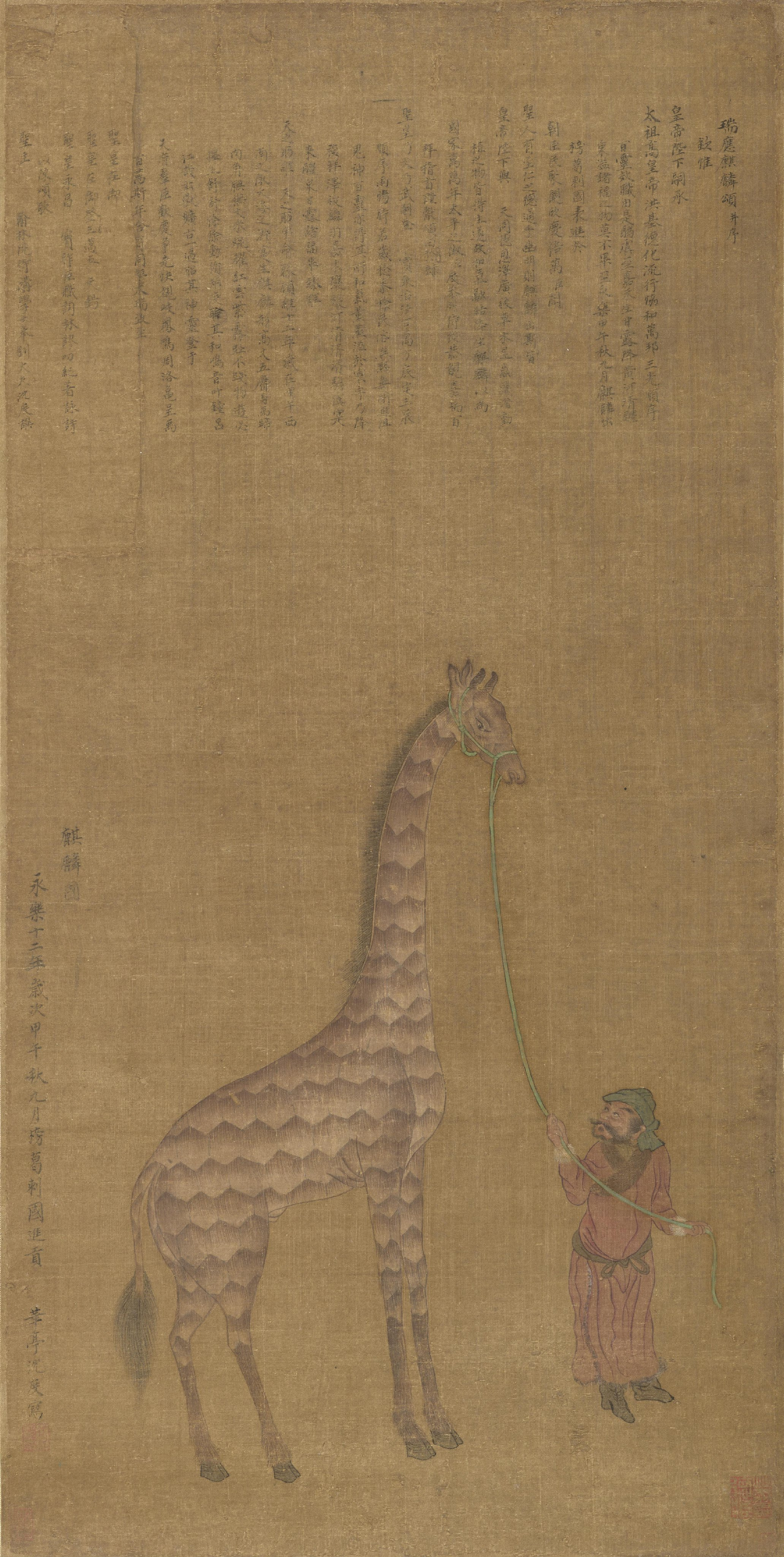
رسمٌ لِزرافة استُقدمت إلى الصين خِلال عهد أُسرة مينگ.

عرفَ الإغريق والرومان القدماء الزَّرافة، إلَّا أنَّهم اعتقدوا بالواقع أنَّها كانت حيوانًا هجينًا ناتجًا عن تزاوج جمل مع نمر، ولذلك أطلقوا عليها اسم camelopardalis (الجمل النمريّ). كانت الزَّرافي بعضًا من حيواناتٍ عديدة شُحنت وأُرسلت إلى روما باستمرارٍ لتسليلة الناس هناك، وكان أوَّل من جلبها إلى روما القديمة هو القائد يوليوس قيصر سنة 46 ق.م، حيث سمحَ بعرضها على عامَّة الناس. لكن منذ سُقوط الإمبراطوريَّة الرومانيَّة الغربيَّة وانتشار الفُتوحات الإسلاميَّة من بعده، قلَّ الاحتكاك بدرجة كبيرة بين شمال أفريقيا وأوروپَّا، وبالتالي لم تعد تصل الكثير من الزَّرافي إلى القارة. بحلول منتصف العصور الوسطى، لم يعد الأوروپيُّون يعرفون الزَّرافي إلَّا في المناطق التي كانوا يقابلون فيها العرب، وقد استمرَّ العرب بجلب بعضها معهم لاستعراض شكلها الغريب.

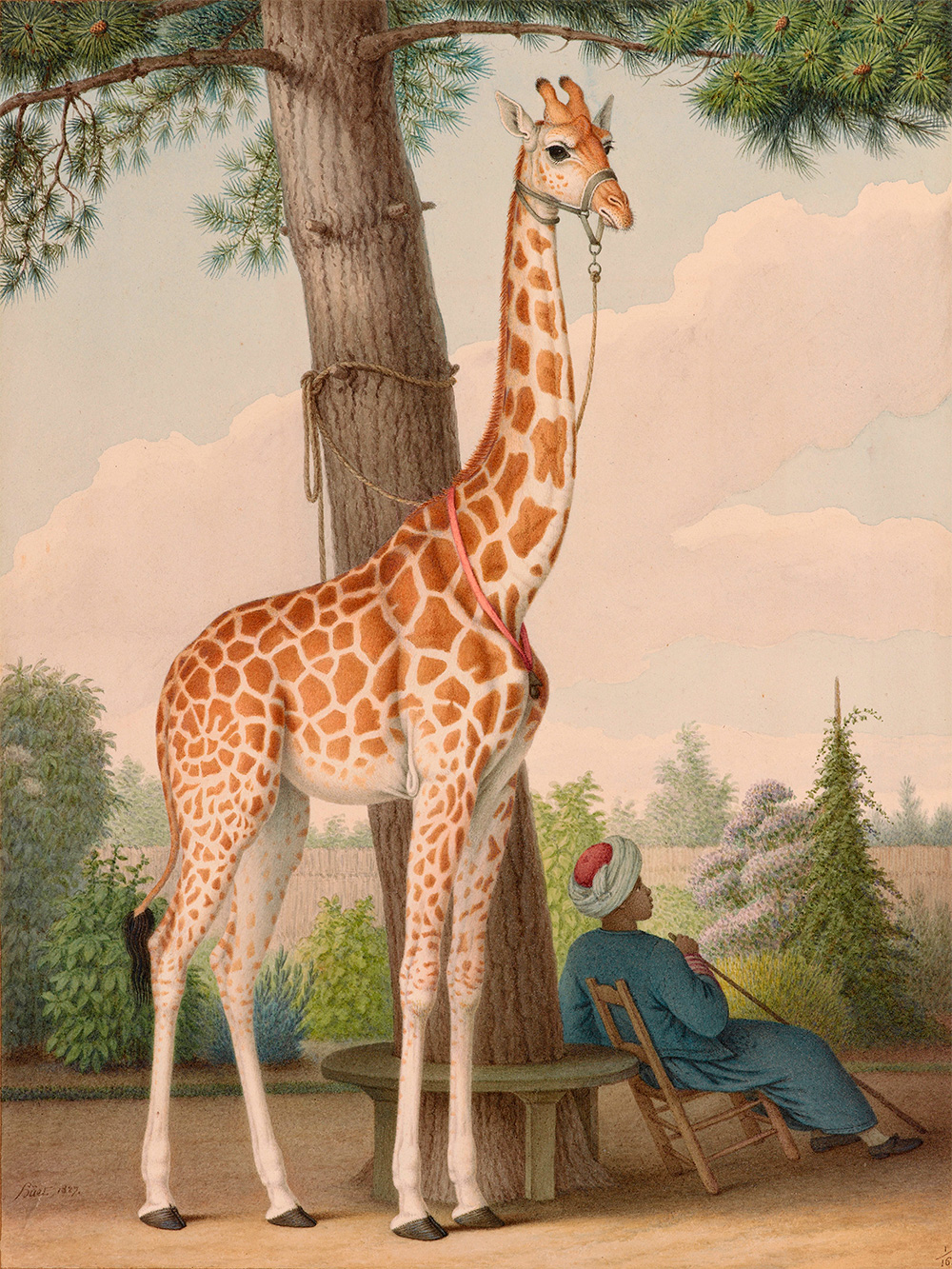
الزرافة المُسمَّاة «زرافة»، بريشة نيكولاس هويت. أرسلها والي مصر مُحمَّد علي باشا إلى شارل العاشر ملك فرنسا.

شحنت في سنة 1414م زرافة من مدينة ماليندي شرق الأفريقية إلى البنغال، وقد اشتراها لاحقًا المُستكشف الصيني تشنغ خه وأخذها معه إلى بلاده، لتوضع في حديقة حيوانات لأُسرة مينگ. أبهر الصينيُّون بغرابة الزَّرافة، بل واعتقدوا أنَّها حيوانٌ مذكورٌ في أساطيرهم يُسمَّى كيلين. في سنة 1486م، أرسل السلطان المملوكي قايتباي زرافة من مصر كهدية إلى لورينزو دي ميديشي حاكم مدينة فلورنسا الإيطالية، حيث أثار وصول الزرافة إلى المدينة ضجَّة كبيرة بين السكان. كما وقد أرسل والي مصر العثماني مُحمَّد علي باشا زرافة شهيرةً إلى شارل العاشر ملك فرنسا سنة 1827م، وحازت هذه الزرافة شهرةً كبيرةً حتى نشرت العديد من الكتب والمؤلَّفات عنها.
في الأوقات الحديثة، اعتاد الفنان الإسپاني سلڤادور دالي رسم الزَّرافي وسط الحرائق الكبيرة، حيث اعتبر دالي الزرافة رمزًا للذكورة، وبالتالي فقد نظر لصورة الزرافة المحترقة على أنَّها تمثيلٌ «لوحشٍ ذكوري شديد الدَّمار». تظهر الزرافي في العديد من أفلام الرُسوم المُتحرّكة، مثل فلميّ والت ديزني الأسد الملك ودمبو حيث تظهر بأدوارٍ ثانوية، وأفلام مدغشقر والبرية حيث تظهر بأدوارٍ رئيسية. كما تظهر الزَّرافة في بعض الشعارات الشهيرة، مثل شعار متجر لعب تويز آر أص. وتعتبر الزرافة الحيوان الوطني لدولة تنزانيا الأفريقيَّة.
استعملت الزرافي للمُساعدة ببعض التجارب والاكتشافات العلميَّة. فقد درس علماء الفضاء جلد الزرافة أثناء تطويرهم بذلات رواد الفضاء والطيارين العسكريِّين، وذلك لأنَّ الأشخاص الذي يعملون بهذه الوظائف يتعرَّضون لخطر أن يتجمَّع كل دمهم في أرجلهم، لينقطع مجرى الدم عن باقي الجسد ويسبّب الوفاة، وهي مشكلة نجحت الزرافي بتفاديها بشكلٍ طبيعي.
فلكياً، تُنسَب واحدة من كوكبات السماء الـثماني وثمانين الحديثة باسمها إلى هذه الحيوانات، هي كوكبة الزرافة، التي ظهرت للمرَّة الأولى في الثقافة الإنسانية خلال القرن السابع عشر. كما وقد كان شعب التسوانا في دولة بوتسوانا جنوب الأفريقية يتخيَّلون كوكبة الصليب الجنوبي الحديثة على شكل زرافتين متجاورتين، أحدهما ذكر والأخرى أنثى.

### الاستغلال وحالة الحُفظ

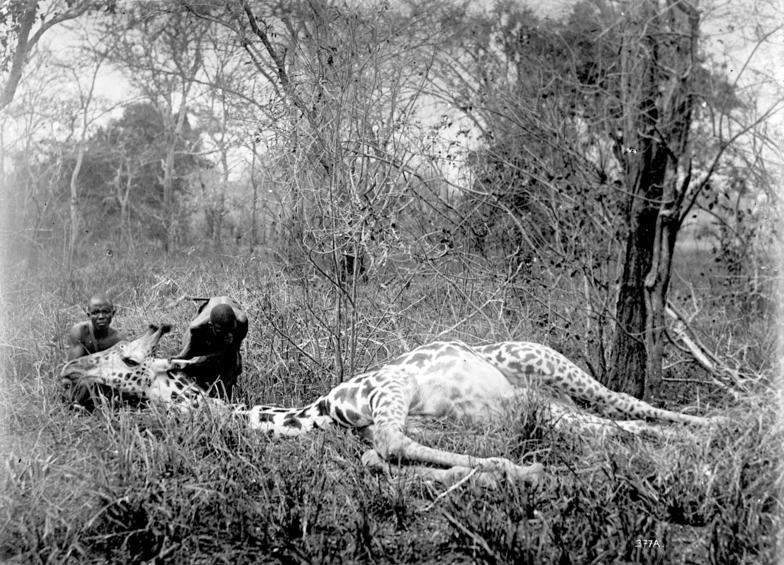
زرافةٌ اصطادها رجُلان من أبناء إحدى القبائل الأفريقيَّة، خلال أوائل القرن العشرين الميلاديّ.

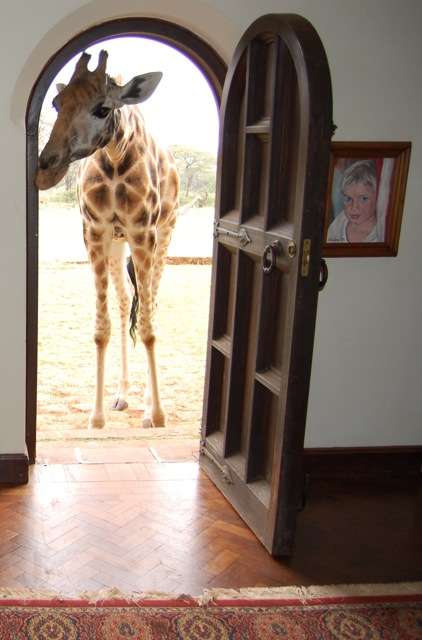
إحدى زرافي عزبة الزَّارافي في نيروبي تُلقي نظرةً داخل نُزل الزوَّار.

يُحتملُ أنَّ الزَّرافي كانت ضمن الطرائد المألوفة للقبائل البشريَّة الأفريقيَّة القديمة في مُختلف أنحاء القارَّة،:337 حيثُ كانت جميعُ أعضائها تُستعمل لأغراضٍ مُختلفةٍ. فاللحمُ كان يؤكل، وشعراتُ الذيل تُستخدم في صناعة منشات الذُباب، أو الأساور والعُقود، أو خيطان الملابس.:337 وكان الجلدُ يُستعملُ في صناعة الدروع والصنادل والطُبول، كما أنَّ حبال وأوتار الآلات الموسيقيَّة كانت تُصنع من الأوتار العضليَّة. كذلك، كان أطبَّاءُ قبيلة البوگاندا في أوغندا المُعاصرة يحرقون جُلود الزَّرافي ويجعلون المريض المُصاب بنزيفٍ في الأنف يستنشق هذا الدُخان كي يشفى.:337 وفي السودان، يقوم أبناء عشيرة الحُمر بشُرب سائلٍ مصنوعٍ من كبد ونُخاع الزَّرافة، وهو غالبًا ما يحتوي على مُركِّب «الدیمتیلتریپتامین» وغيرهُ من المُركبات الكيميائيَّة الطبيعيَّة التي تحصل عليها الزَّرافة عبر أوراق بعض الأشجار، مثل الطلح، والتي تُسببُ الهلوسات لأولئك الذين يشربونها، فيعتقدون بأنَّهم يرون أشباحًا من الزَّرافي.
أخذ المُستوطنون والصيَّادون والمُستكشفون الأوروپيّون يصطادون الزَّرافي على سبيل الترفيه مُنذ أواسط القرن التاسع عشر الميلاديّ تقريبًا، مع انطلاق الحملات الاستكشافيَّة الأوروپيَّة العُظمى لمجاهل القارَّة الأفريقيَّة.:129 عانت الزَّرافي، وما زلت في بعض الأماكن، من تدمير موائلها الطبيعيَّة، ففي إقليم الساحل على سبيل المِثال، أقدم البشر على إزالة الغابات بسبب حاجتهم الماسَّة إلى الحطب، ولإخلاء مناطق لرعي ماشيتهم، مصدر دخلهم الأساسيّ. عادةً ما تستطيعُ الزَّرافي أن تتعايش والماشية المُستأنسة، نظرًا لأنَّها لا تتنافس معها بشكلٍ مُباشرٍ على الطعام. يُصنِّفُ الاتحاد العالمي للحفاظ على الطبيعة الزَّرافة كنوعٍ على أنَّها غير مُهددة بالانقراض، إذ لا تزالُ أعدادها وافرة في موطنها الطبيعي. غير أنَّ الزَّرافي استؤصلت في الكثير من أنحاء موطنها التاريخيّ، بما فيه: إريتريا وغينيا وموريتانيا والسنغال، كما يُحتمل انقراضها في كُلٍ من أنغولا ومالي ونيجيريا، لكن بالمُقابل أُدخلت إلى راوندا وسوازيلاند. تُصنَّفُ نويعتين من نويعات الزَّرافي، هي زرافة روثتشيلد والزَّرافة غرب أفريقيَّة، على أنَّها مُهددة بالانقراض، إذ أنَّ الجُمهرة البريَّة لكُلٍ منها لا تتعدّى بضع مئات. اقترح عالم الحيوان جوناثان كينگدون سنة 1997م أنَّ الزَّرافة النوبيَّة هي أكثرُ النويعات تهديدًا، وقد قُدِّرت أعدادها في سنة 2010م بأقل من 250 رأسًا تقريبًا، على أنَّ هذا ما يزالُ غير مؤكد.
ساهمت محميَّات الطرائد الخاصَّة في جنوب وشرق أفريقيا، وما زالت، في حماية وإكثار الزَّرافي، ومن هذه على سبيل المِثال: «عزبة الزَّرافي» (بالإنگليزيَّة: Giraffe Manor)، وهي فُندقٌ مشهورٌ في نيروبي تُستخدمُ الأراضي المُحيطة فيه لحماية واستيلاد زرافي روثتشيلد. تتنعَّمُ الزَّرافي بالحماية القانونيَّة في أغلب البُلدان التي تقطنُها، وفي سنة 1999م قُدَّرت أعدادها في البريَّة بحوالي 140,000 رأس، لكنَّ إحصاءً آخر أُجري في سنة 2010م أظهر بأنَّ أعدادها تراجعت حتَّى بلغت أقل من 80,000 رأس. وفي شهر آذار (مارس) سنة 2020، أُعلن فُقدان آخر زرافة بيضاء في العالم وصغيرتها في كينيا حيث شهدت محمية غارسيا واقعة قتل الزرافتين من قبل صيادين غير شرعيين.

## وصلات خارجيَّة
- آركيڤ– صُور وأفلام عن الزَّرافة (Giraffa camelopardalis).
- شبكة تنوّع الحيوانات – Giraffa camelopardalis.
- الزَّرافة، في مؤسسة الحياة البريَّة الأفريقيَّة.
- الزَّرافة، في موسوعة الحياة